# Ford Scorpio
El Ford Scorpio es un automóvil de turismo del segmento E desarrollado y comercializado por el fabricante estadounidense Ford Motor Company para el mercado europeo en su planta de Colonia, Fráncfort del Meno, Alemania entre 1985 hasta 1998. Dispuso de dos generaciones ambas denominadas Mk-I, la cual partió desde el año de su lanzamiento hasta 1994 y la Mk-II, que comienza desde este año hasta 1998. En lo que se refiere a la configuración del motor en ambas generaciones fue longitudinal con tracción trasera. Se ofrecieron carrocerías de cuatro puertas sedán y familiar de cinco aunque en la primera también había disponible una versión hatchback.
En el primer año de su vida comercial fue el primer automóvil producido en serie en Europa que ofreció un sistema de frenos antibloqueo (ABS) y fue una de las razones por las que ganó el premio al Coche del año al año siguiente, en 1986. Además al igual que otros modelos de la marca, como el Escort y el Sierra, el Scorpio pese a sus longitudes de gran berlina contó con versión Cosworth, el cual contaba con un potente motor 2.9 litros V6 desarrollando hasta 207 CV de potencia en la segunda generación.
Tras las malas ventas y numerosas críticas con su diseño exterior, su producción cesó a mediados de 1998 sin contar con un sucesor. Competía contra los Alfa Romeo 166, Audi 100 y A6, BMW Serie 5, Citroën CX y XM, Lancia Thema, Mercedes-Benz Clase E, Opel Omega y Senator, Peugeot 605 y Renault 25 y Safrane.

## Mk-1: Primera generación (1985 - 1994)

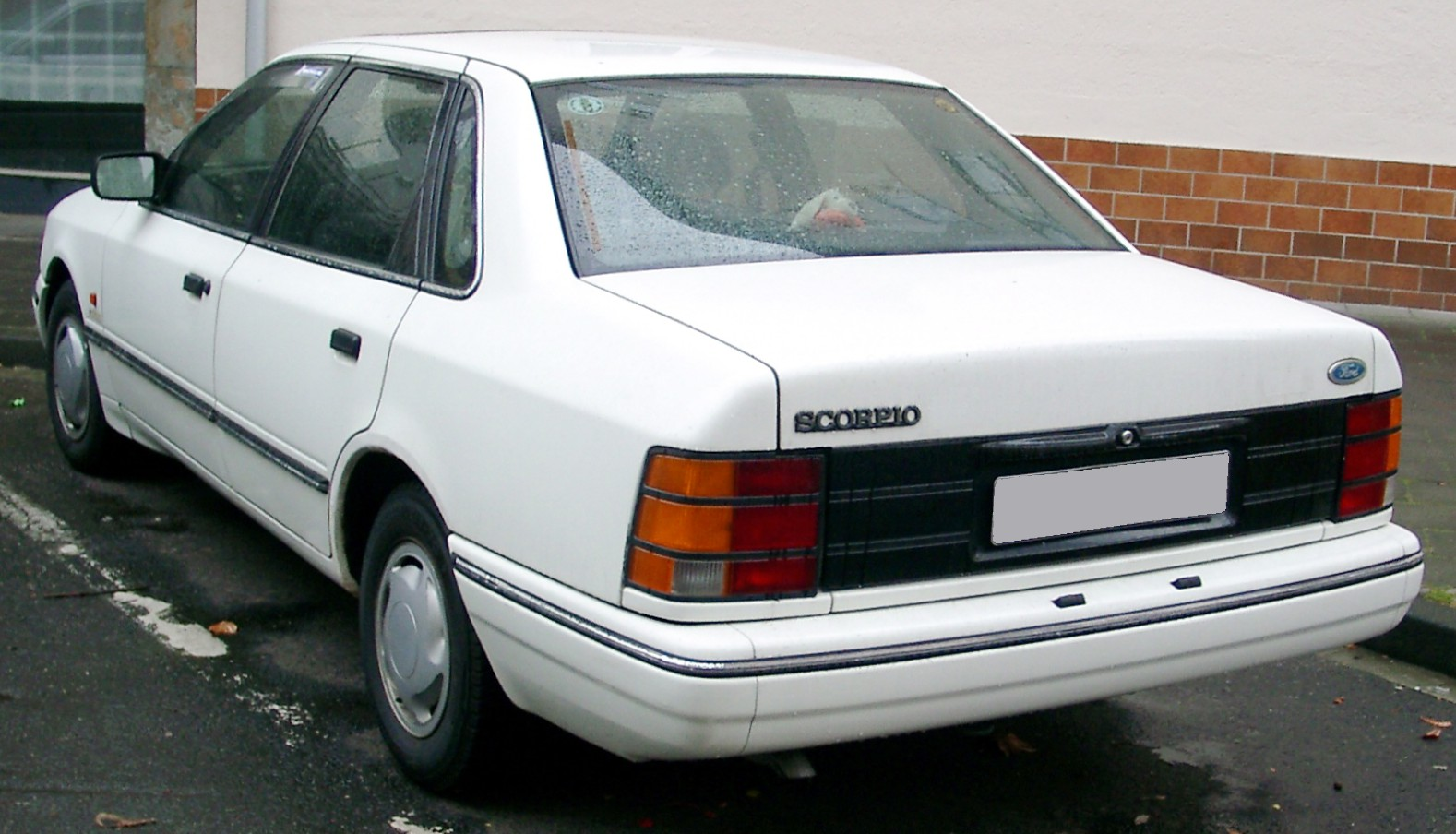
Ford Scorpio sedán

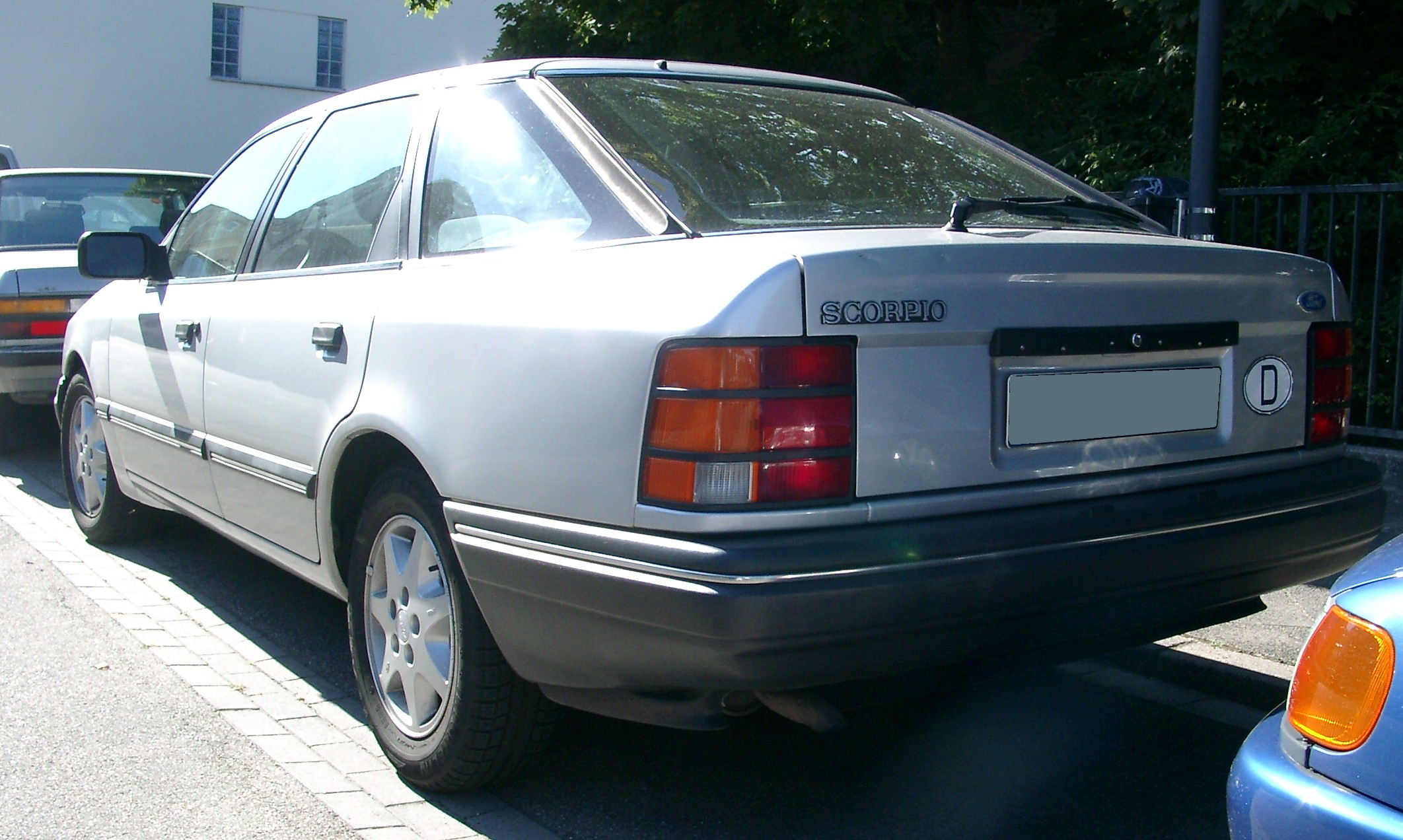
Ford Scorpio hatchback

El Scorpio se lanzó en marzo de 1985, originalmente llamado como Lugano y se desarrolló en la plataforma con el nombre código DE-1, esta era la misma que utilizaba el Sierra pero alargada en esta ocasión. Designado como el sucesor del Granada y compartía la filosofía de diseño similar vista en el anterior mencionado Sierra y el Escort aunque en el Reino Unido e Irlanda se denominó Granada Mk-III.

En el momento de su lanzamiento sólo estaba disponible como hatchback de cinco puertas (el portón trasero se denominó Aero), este se caracterizó por su gran espacio interior, dos plazas delanteras y tres traseras muy holgadas, especialmente en su ancha banqueta que permitía un gran espacio para las piernas y por último, contaba con un maletero de gran capacidad, fue toda esta amplitud envuelta con unas líneas exteriores redondeadas que le confería un aspecto discreto. Fue un automóvil con un diseño avanzado para su época siendo su apariencia exterior la que supuso un fuerte cambio respecto a su antecesor, el Granada, de líneas cuadradas pero heredando de él la robustez, la precisión y fiabilidad mecánica de sus motores. El fabricante buscaba en el Scorpio una clientela ejecutiva y/o familiar basándose en la buena aceptación que había tenido el modelo predecesor en toda Europa, especialmente en sus últimas versiones. Por otra parte cabe recordar que Europa comenzaba a salir firmemente de la crisis y que, unido a la fuerte caída del precio del petróleo se convertía en una oportunidad que el fabricante quiso aprovechar para introducir una gran berlina a la que se le podía permitir un considerable consumo.

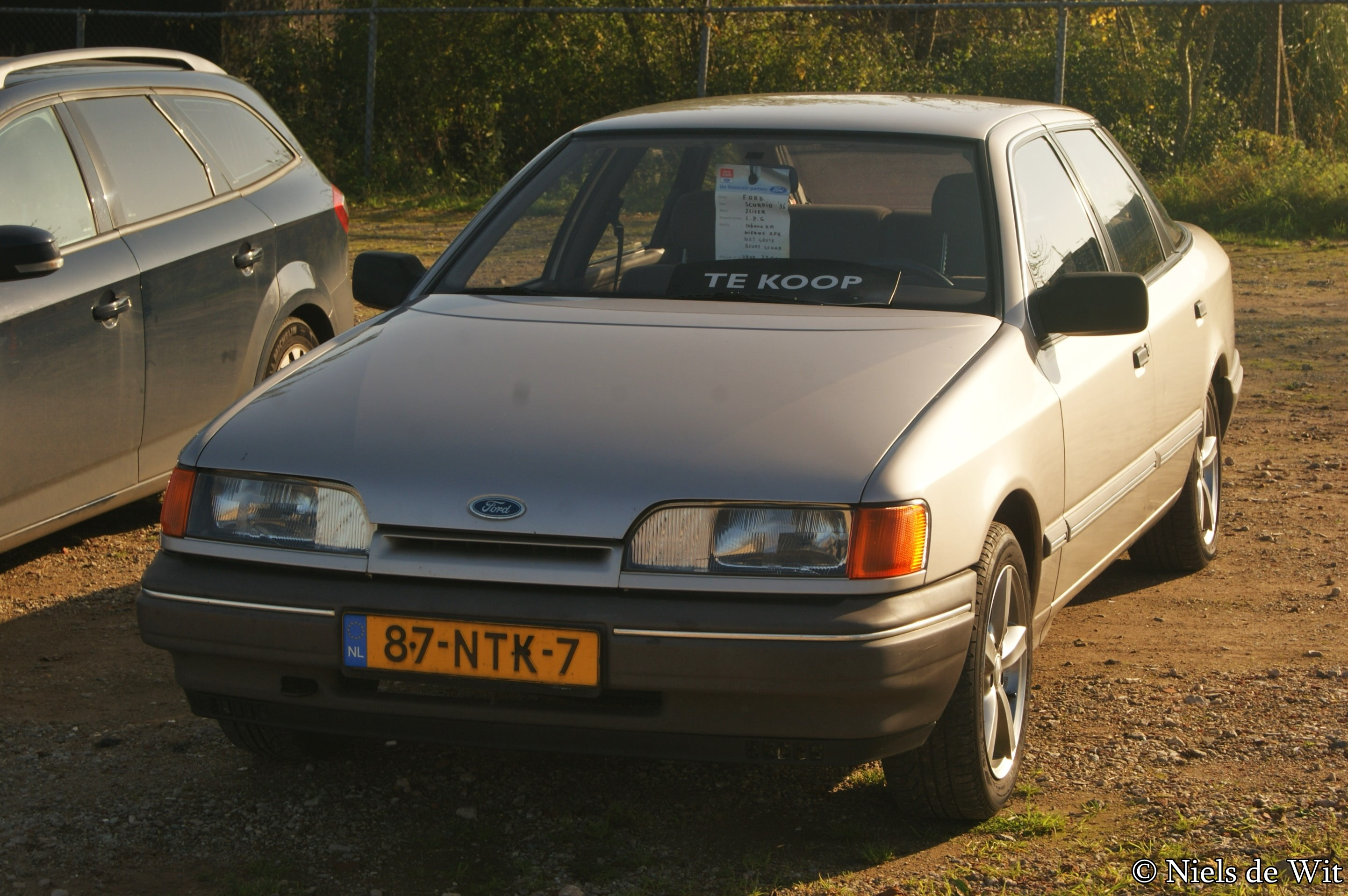
Ford Scorpio frontal.

Tras dos generaciones del modelo Granada, Ford Europa cambió el enfoque con un nuevo estilo, un frontal afilado y un portón trasero inusual para una berlina de ese tamaño llegando a los 4.669 milímetros.
El motor inicial de 2.8 litros de seis cilindros en V que entregaba 152 CV de potencia a 5.800 rpm, un interior acogedor, un excepcional equipamiento incluso en las versiones básicas de partida, y ABS de serie (sistema novedoso en aquellos tiempos), fueron las claves para su elección como Coche del año en Europa en 1986, imponiéndose al Lancia Y10 y al Mercedes-Benz Clase E.
Su nombramiento como Coche del año fue, entre otros motivos, por ser el primer automóvil producido en serie que equipaba de serie o en opción según sus versiones y acabados grandes innovaciones en su equipamiento, incluyendo elementos de seguridad y confort desconocidos hasta el momento, como el sistema antibloqueo de frenos y frenos de disco a las cuatro ruedas (para todos los modelos de serie) así como el ordenador de a bordo y el testigo de puertas abiertas y luces exteriores fundidas que venía integrado en el cuadro de instrumentos. El ordenador proporcionaba información gráfica como la temperatura exterior, cronómetro y fecha además de un reloj con display digital situado en el techo. También incluía luneta delantera calefactada, aire acondicionado, espejos retrovisores eléctricos y calefactados, asientos traseros con ajuste eléctrico del respaldo, los delanteros calefactados con regulación lumbar neumática de serie para todos los modelos, equipo de sonido de alta fidelidad con ajuste para plazas delanteras y traseras, y por último: techo solar eléctrico, lavaparabrisas con control de intervalos, lavafaros, control de crucero con botones en el volante, cinturones en todas las plazas traseras y lavalunas trasero sincronizado con la marcha atrás. Como nuevo diseño de carga traía la muy útil y novedosa ocurrencia de unos respaldos traseros fácilmente abatibles por módulos que enrasaban completamente en el piso y que convertían el ya generoso habitáculo en un auténtico vehículo mixto de carga. Tenía también un discreto apoyabrazos delantero que se integraba en una generosa consola central y otro reposabrazos trasero integrado dentro del respaldo del asiento trasero.
Producido en la factoría alemana de Colonia, se introdujeron detalles avanzados como las lunas delantera y trasera integradas sin gomas y eliminando el famoso vierteaguas en el techo y ocultando parcialmente los limpiaparabrisas en el capó, detalles minuciosos que le conferían un silencioso caminar a grandes velocidades. Estas novedades tardarían un tiempo en ser introducidas en el resto de sus competidores.
Fue por tanto un automóvil con un estudiado diseño polivalente que podía ser usado como una berlina representativa durante la semana y convertirse en un magnífico y práctico vehículo familiar o de ocio durante el fin de semana. Esta gran versatilidad era una carencia de los demás vehículos de la competencia en aquel momento.
Como defecto más destacado tuvo el deficiente material plástico utilizado en sus defensas, especialmente la trasera, que se rajaba o partía con facilidad, produciendo constantes visitas al taller para su sustitución. Este defecto no fue subsanado en la versión posterior Mk-II y era un defecto molesto e imperdonable para un automóvil de su categoría. Algunas series del velocímetro, cuentarrevoluciones y cuentakilómetros (fabricados y diseñados por Ford en el Reino Unido) se estropeaban al superar los doscientos mil kilómetros. 
En sus nuevos motores se introdujeron el nuevo concepto EFI que les dotaban de una eficaz inyección de combustible de gestión electrónica resultando en un alto rendimiento energético y sin perder su reconocida robustez y fiabilidad. Fue el último modelo europeo de Ford del segmento E y también el último con tracción trasera. 
En 1989 se incorporó la versión 4 x 4 que iba propulsada por el motor 2.8 V6 con vistas al invernal clima del mercado nórdico y alemán, en diciembre de ese mismo año apareció la versión sedán y no sería hasta a principios de 1992 cuando salió la versión familiar, el año donde sería el restyling.
A partir de 1990 se lanzó la versión cuatro puertas con maletero aunque con posibilidad de abatir los asientos traseros como en el cinco puertas.
Sus principales rivales en 1985 eran los alemanes Audi 100, BMW Serie 5, Mercedes-Benz Clase E y el Opel Senator.
A continuación se presentan las diferentes ediciones que existieron:
- Ford Scorpio Granada
- Ford Scorpio Cosworth
- Ford Scorpio RS
- Ford Scorpio Ghia
- Ford Scorpio 4x4
- Merkur Escorpio (1988-1989)

### Merkur Scorpio (1988-1989)
En la era automovilística de los años 80,s el mercado norteamericano experimentaba una notable demanda de vehículos europeos los cuales estaban muy de moda. Firmas como Mercedes, BMW, Volkswagen, Audi, Volvo o Jaguar aunque ya asentadas en el continente comenzaban a comercializarse en masa y cada vez con más fuerza dentro del mercado americano.
En Ford Europa se llevaba ya algún tiempo intentado introducir vehículos del mercando europeo en el americano aunque el proyecto no avanzaba con demasiado éxito. 
En un nuevo intento de conquista del mercado estadounidense, Ford se puso a trabajar de lleno en el proyecto creando una nueva firma de automóviles destinada casi en exclusiva a la venta de modelos europeos. Bajo la marca Merkur y de la mano de los concesionarios de las marcas de lujo de Ford en Américade aquel momento: Lincoln y Mercury, se comenzó con una difusión reducida para implementar el modelo luego a mayores.

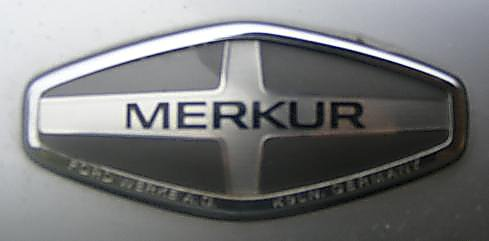
Insignia Merkur

Parte de la estrategia consistía en crear una línea de vehículos premium entre lo convencional y el lujo con un determinado prestigio.
Cabe destacar que los modelos que iniciarían el salto al continente americano primero fue el Ford Sierra en 1985 y a posteriori en 1988 los Scorpio Mk-I.
Por motivos de patentes y marcas, al Sierra se le denominó XR4Ti y se le adaptó el potente motor de 2.3 litros con turbocompresor, mecánica que ya se utilizaba en algunos modelos Ford americanos tales como el Mustang SVO.
La denominación de Scorpio se mantuvo intacta para el mercado estadounidense.
El proyecto de importación comenzó en 1984 con el XR4Ti, desde que inició su comercialización, las ventas no fueron demasiado buenas ni llamativas y, en 1988 llegó el Merkur Scorpio para jugar un papel clave en le proyecto de asentamiento de la berlina de representación de Ford en Europea, y para pararle los pies a las ya famosas berlinas de Mercedes, Audi o BMW.

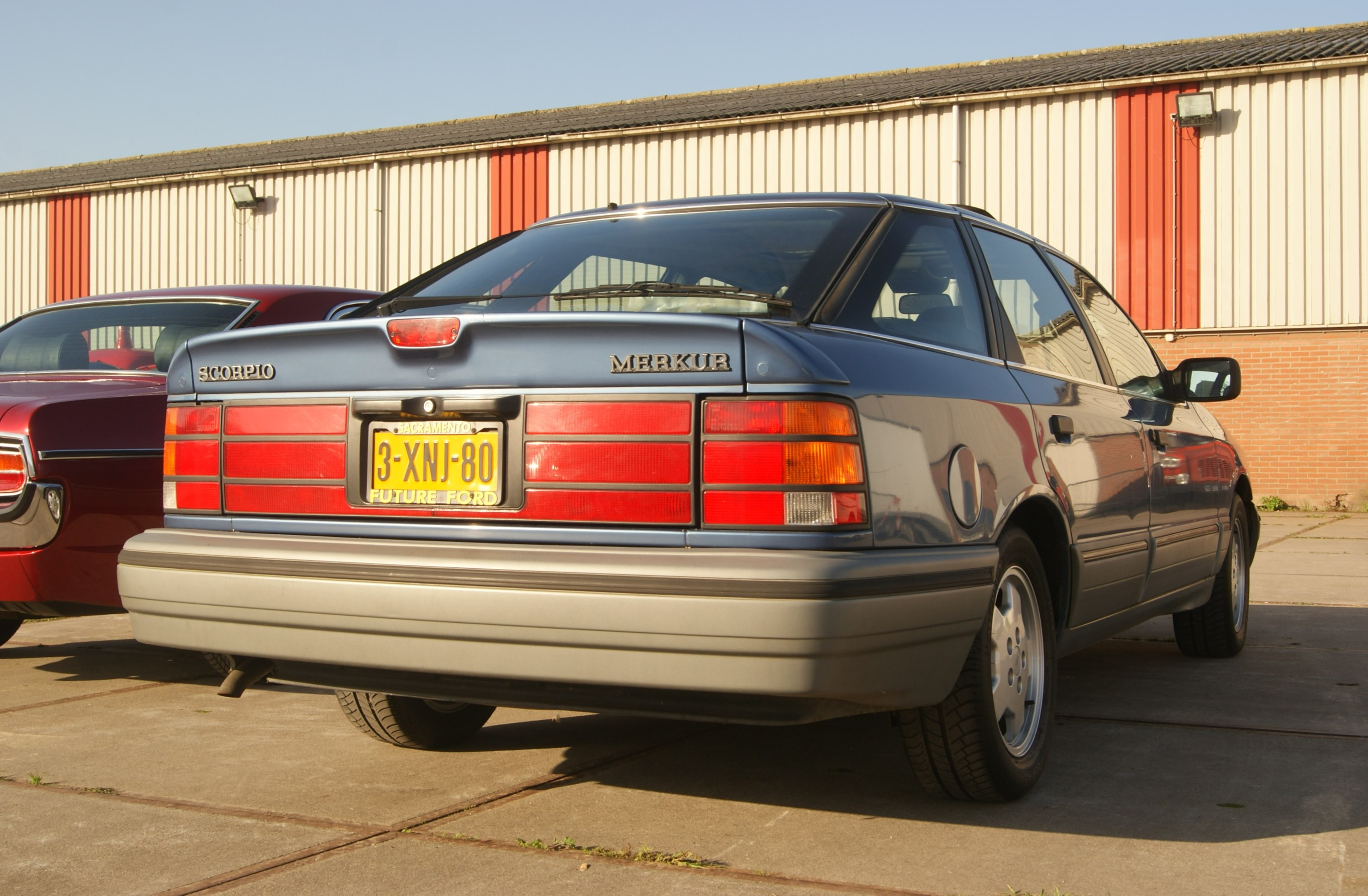
1988 Merkur Scorpio

Directamente importados de la factoría de Colonia, en Alemania, los Scorpio americanos solo estaban disponibles con carrocería de cinco puertas saloon y estaban dotados de serie con el máximo equipamiento posible y con algunas modificaciones estéticas con tal de cumplir con las estrictas normativas de seguridad y emisiones del país, tales como el paragolpes específico con luces antiniebla incorporadas, diseño de faros modificados, cuadro de instrumentos adaptado a km/Mph, así como un grupo óptico reflectante que abarcaba todo el portón del maletero, que a su vez incluía una tercera luz auxiliar de freno integrada en la zona central mediante un bonito alerón integrado que en la versión europea se vendía como accesorio RS pero sin la luz de freno.

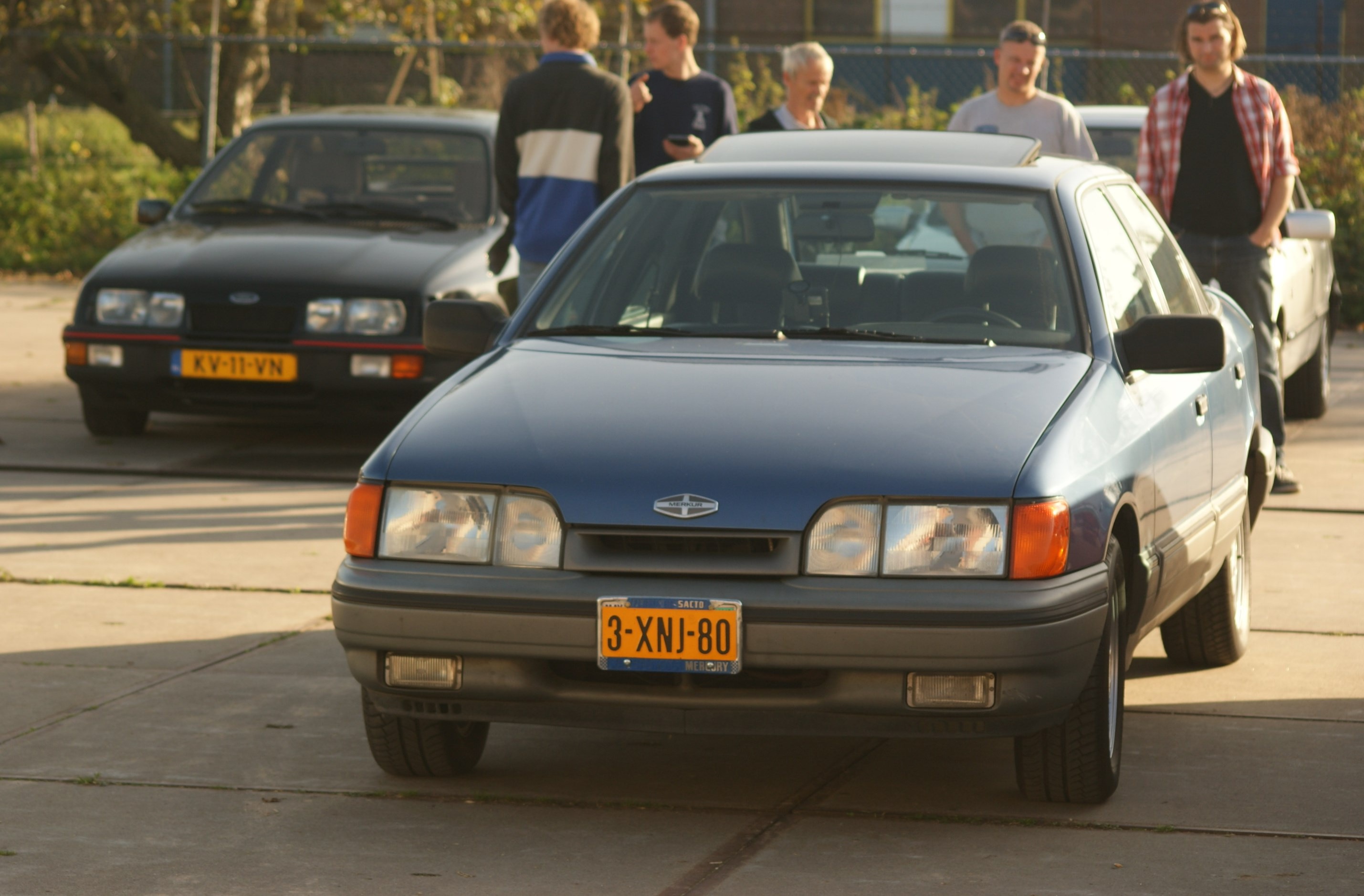
1988 Merkur Scorpio

No olvidemos un importante detalle de seguridad del Scorpio que eran sus frenos de disco en las cuatro ruedas equipados con un avanzado sistema de ABS de serie cuando en ese momento muchos automóviles de lujo construidos en Estados Unidos seguían sin tener estos avances ni tan siquiera en opción, la suspensión era totalmente independiente, consistente en barras MacPherson, barra antivuelco y muelles helicoidales en la parte delantera, y brazos semirrígidos, barra antivuelco y muelles helicoidales en la parte trasera. El Scorpio también venía de serie con la dirección asistida y para el mercado americano con llantas de aluminio de 15 pulgadas (montadas en el Scorpio 4X4 hasta 1990) con neumático de perfil bajo.
La mecánica escogida para su entrada en el continente americano fue la ya conocida Cologne, un 2.9 litros de seis cilindros en V y 12 válvulas con 150 cv (una mecánica avanzada y potente para aquella época y con sistema de inyección electrónica) y que podía solicitarse tanto con transmisión manual MT75 de cinco velocidades como con la también conocida transmisión automática parcialmente electrónica A4DL de 4 velocidades. 

1988 Merkur Scorpio - Modificaciones traseras respecto a versión europea

En definitiva estábamos ante un Scorpio con acabado Executive, es decir un equipamiento interior máximo y ligeros cambios estéticos exteriores que montaba la mecánica más potente de la que disponía hasta la fecha, y que como detalle añadido ya incorporaba un avanzado sistema de climatización semiautomática, el cual prescindía del sistema de mandos de A/C de la versión europea y se adaptó una pantalla digital con botones electrónicos ubicada en el salpicadero al lado derecho del cuadro de instrumentos que estéticamente era idéntico al montado en muchos modelos Ford años después, entre 1995 a 2005. 
Pero algo no salió bien con el proyecto y pese a que el Scorpio europeo había sido declarado Coche del Año en Europa en 1986, que la dotación de equipamiento del Merkur era máxima para garantizar a los clientes americanos de que adquirían una gran berlina europea, las ventas eran mínimas y muy reducidas.
Las causas de este fracaso comercial se atribuyeron a múltiples factores, pero sobre todo a que los concesionarios que distribuían los modelos nunca supieron llevar a cabo una buena labor de marketing y de ventas (vendían vehículos europeos mediante una división reciente que no tenía sentido para la mayoría de la gente, y que pocos habían oído hablar de ella y aún menos sabían pronunciarla), bien porque no querían darse cuenta de que Merkur se dirigía a un cliente demográfico completamente diferente al de la típica clientela de Lincoln y Mercury, lo que hacía prácticamente imposible que Scorpio y XR4Ti anotaran ventas o incluso intereses de compra de propietarios y compradores de estas dos, o bien porque no podían competir con el mercado y gustos americanos de la época.
Ello unido al elevado precio de compra en torno a 30 000 dólares de la época y que tal vez la mecánica de 2,9 litros y sus 150 cv (de holgada potencia en Europa para la época) se quedaba “algo corta” en comparación con los gustos americanos por los motores de cilindros y cilindradas descomunales de 200 cv en adelante, que a su vez requerían en ocasiones de grandes litros o galones de combustible para su funcionamiento.
Por si fuera poco al escaso volumen de ventas, la estocada final la dio el inminente requisito normativo de seguridad estadounidense de la incorporación de airbags a todos los vehículos. Como sus ventas ya no justificaban el gasto de tal adaptación, máxime cuando sus versiones europeas no recibirían los primeros airbags hasta el 1993 con la edición “Scorpio Topas”, se decidió poner punto final definitivo al proyecto y la marca “Merkur”.

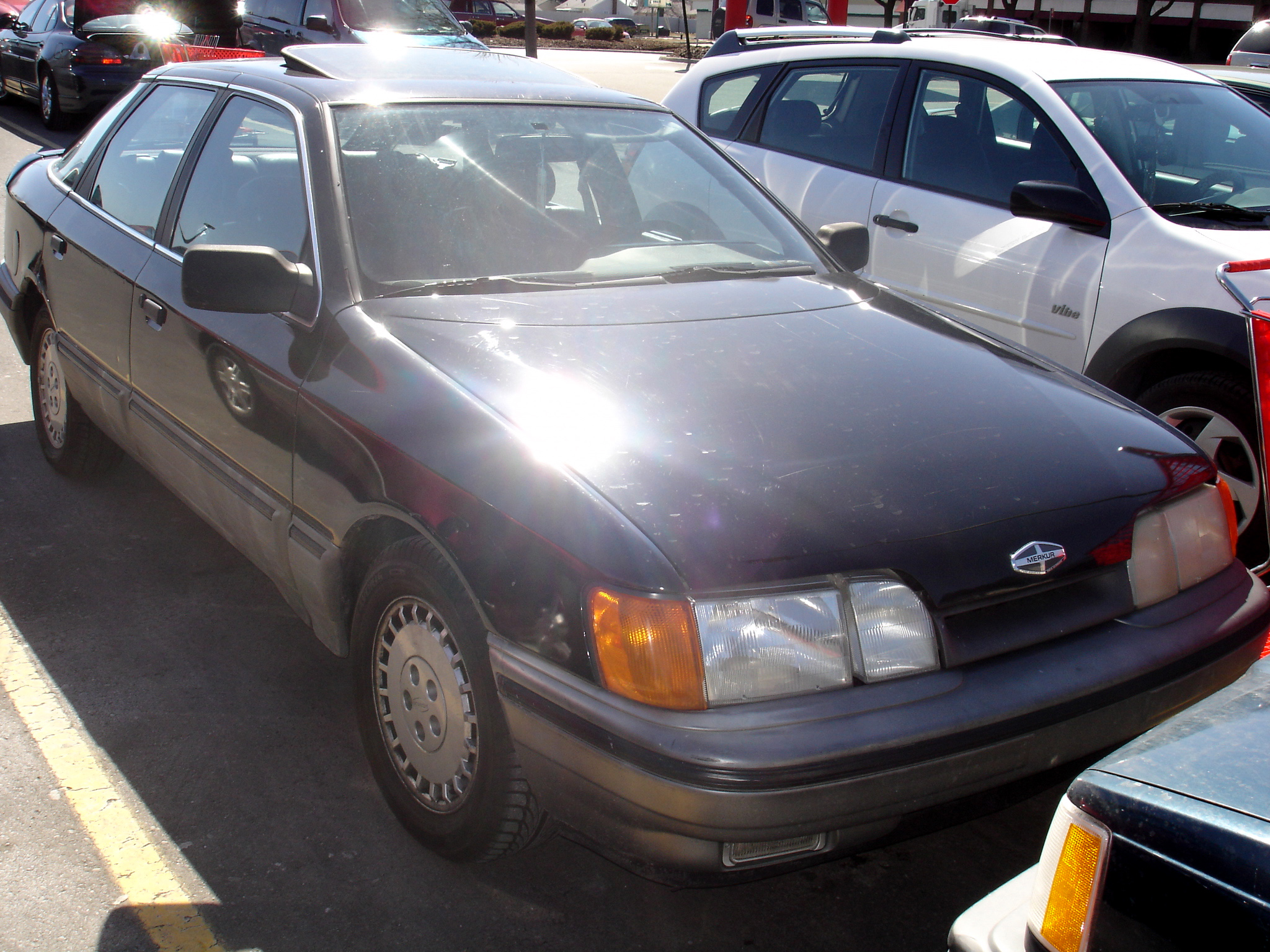
Merkur Scorpio 1987

Fueran cuales fueran los motivos del fracaso (principalmente el fracaso comercial de Merkur y sus concesionarios), lo cierto es que en cinco años la división Merkur vendió solamente 42.464 modelos de XR4Ti y solamente 22.010 Scorpio en los Estados Unidos y Canadá, 16.093 unidades en 1988 y 5.917 para el año 1989, lo que provocó inevitablemente que en 1989 cesará la importación de los Merkur XR4Ti y de los Scorpio aunque las ventas del stock existente en los concesionarios continuará hasta mediados de los noventa.
Por suerte hoy en día todavía sobreviven muchas unidades de XR4Ti y Scorpio estadounidenses conservadas en muy buen estado y que poco a poco rozan la condición de vehículo clásico de coleccionista por el escaso nivel de ventas y su exclusividad, sin olvidar que el Scorpio tanto en Europa como América fue un coche revolucionario en su estilo aerodinámico, excepcional en su amplia comodidad y aclamado por su equipamiento y tecnología de seguridad avanzada.

### Restyling Mk-1 (1992)

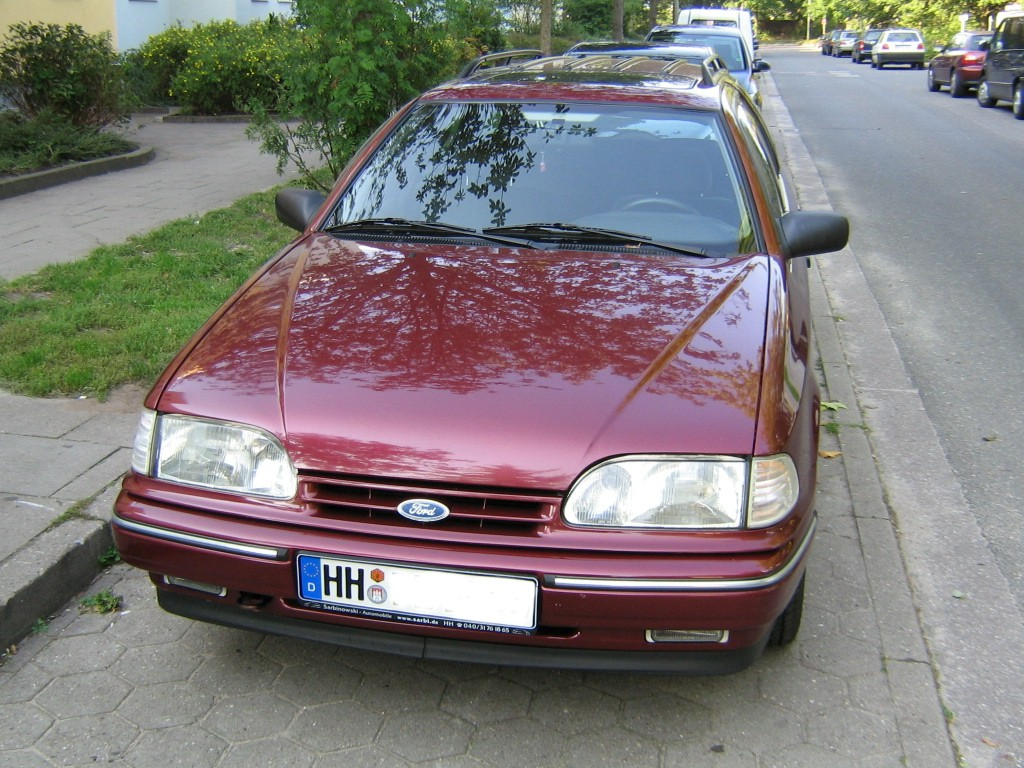
Ford Scorpio restyling

En 1992 el Scorpio experimentó un profundo restyling tanto a nivel exterior, pero sobre todo a nivel interior.
Entre otros cambios o mejoras de carrocería se modificó el frontal completo con nueva parrilla delantera integrada con el mismo color de la carrocería, ópticas delanteras de nuevo diseño con intermitentes de cristal transparente y nuevo sistema de lavafaros por escobillas (sustituyendo al surtidor fijo de lágrima), paragolpes delantero rediseñado y pintado acorde con la carrocería con nuevas ópticas antiniebla, espejos retrovisores de nuevo diseño, y el grupo óptico o pilotos traseros se modificaron totalmente con pilotos laterales oscurecidos y un grupo reflectante que cubría toda la zona del portón del maletero. También se incluyeron nuevo diseño de llantas en 15" y las exclusivas llantas en 16" para los modelos 2.9 24V Cosworth.
A nivel interior se produjo un cambio completo del salpicadero y guarnecidos de las puertas, de diseño mucho más moderno que su predecesor con inserciones en madera, se introdujeron nuevas tapicerías interiores manteniendo el novedoso sistema de asientos traseros eléctricos, se modificó el cuadro de instrumentos y la ubicación del ordenador de consumo eliminando el ordenador de información gráfica ubicado sobre el espejo interior, se introdujo el acabado Executive como tope máximo de equipamiento de lujo y en definitiva el restyling de 1992 fue un verdadero cambio en el modelo Scorpio Mk-I tanto a nivel exterior como interior.

Se introdujo también una esperada versión familiar que debía haberse lanzado antes por un fallo de Ford pero que tuvo una excelente acogida.

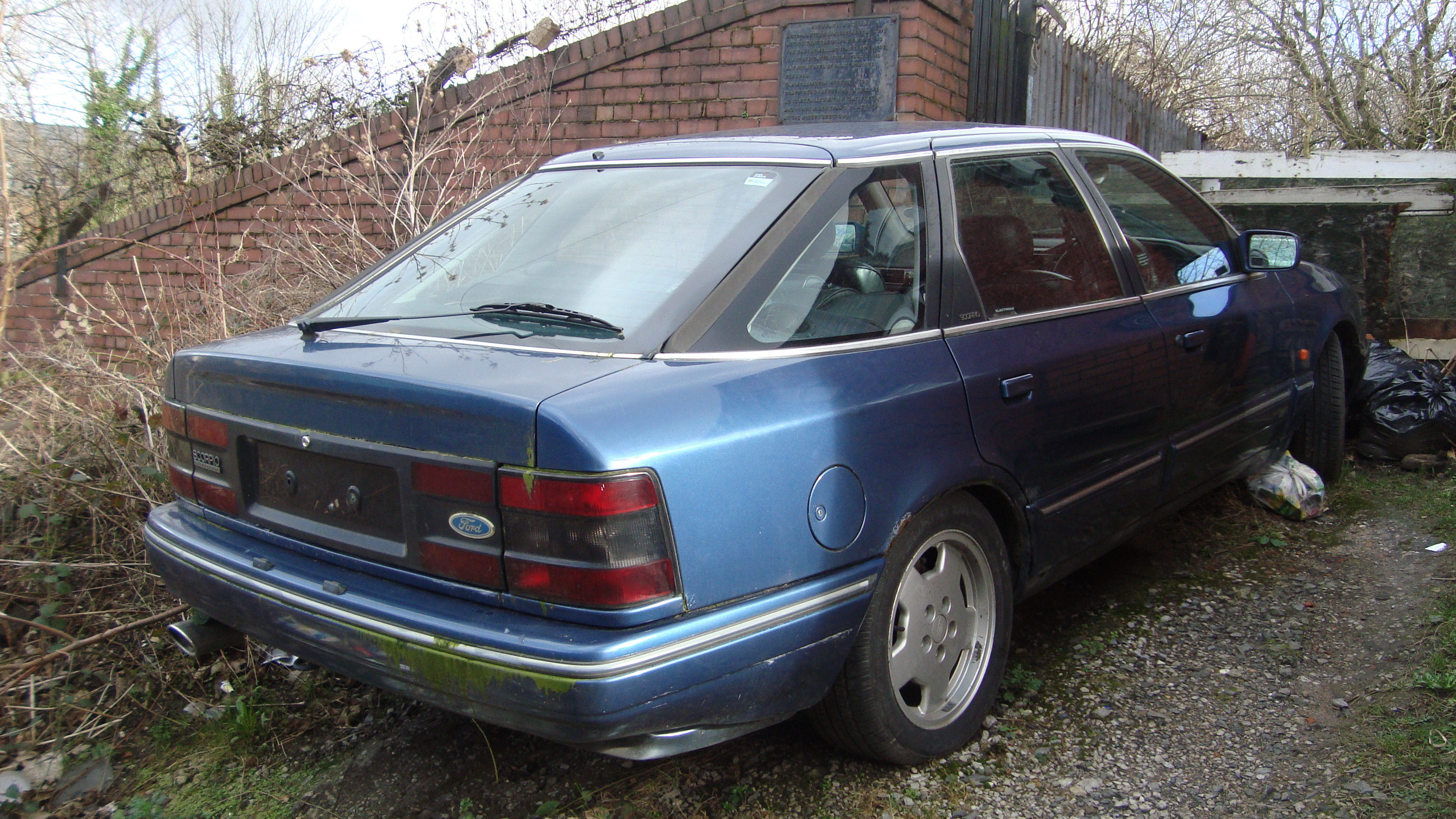
Versión hatchback (Berlina)
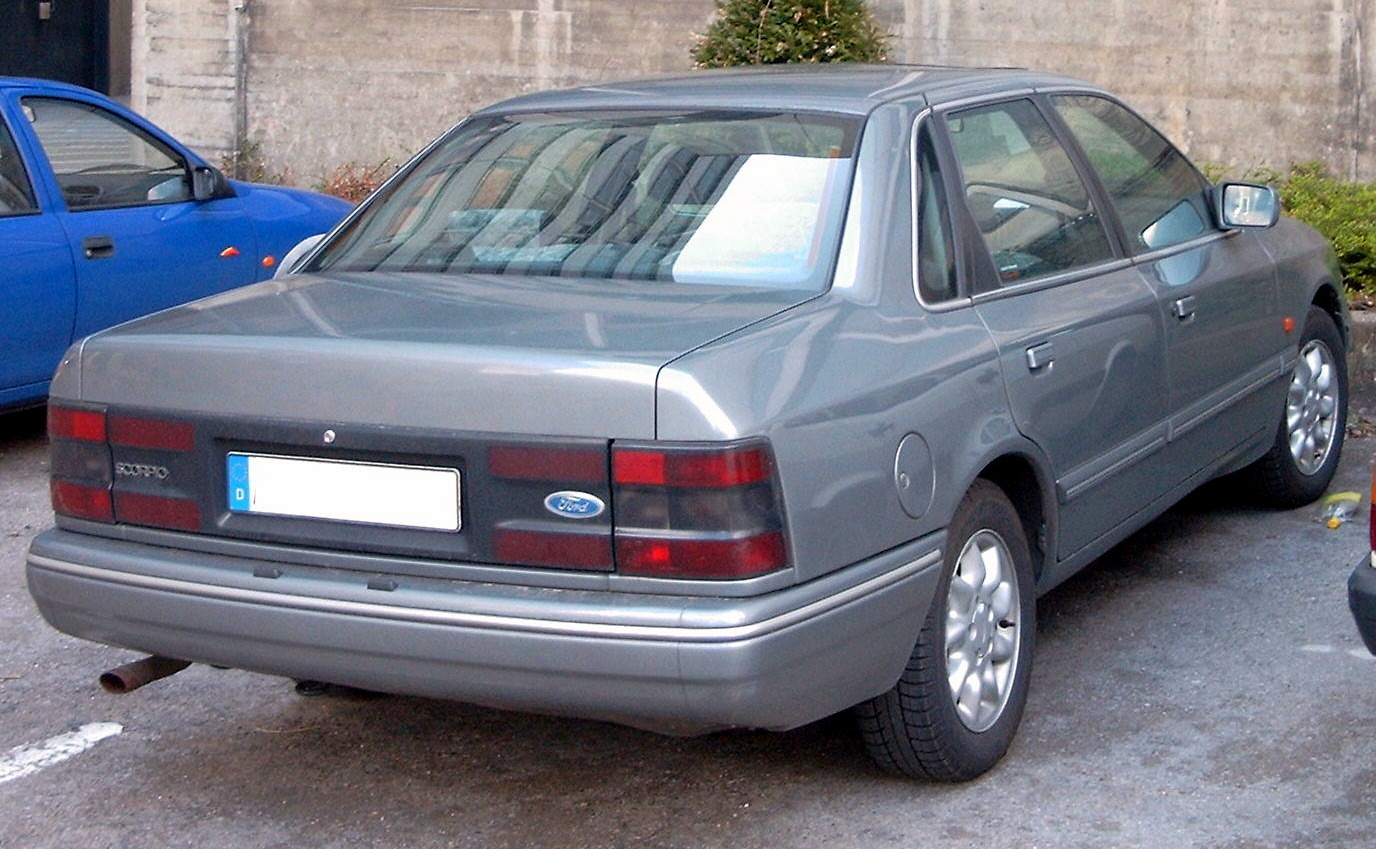
Versión sedán (Berlina)
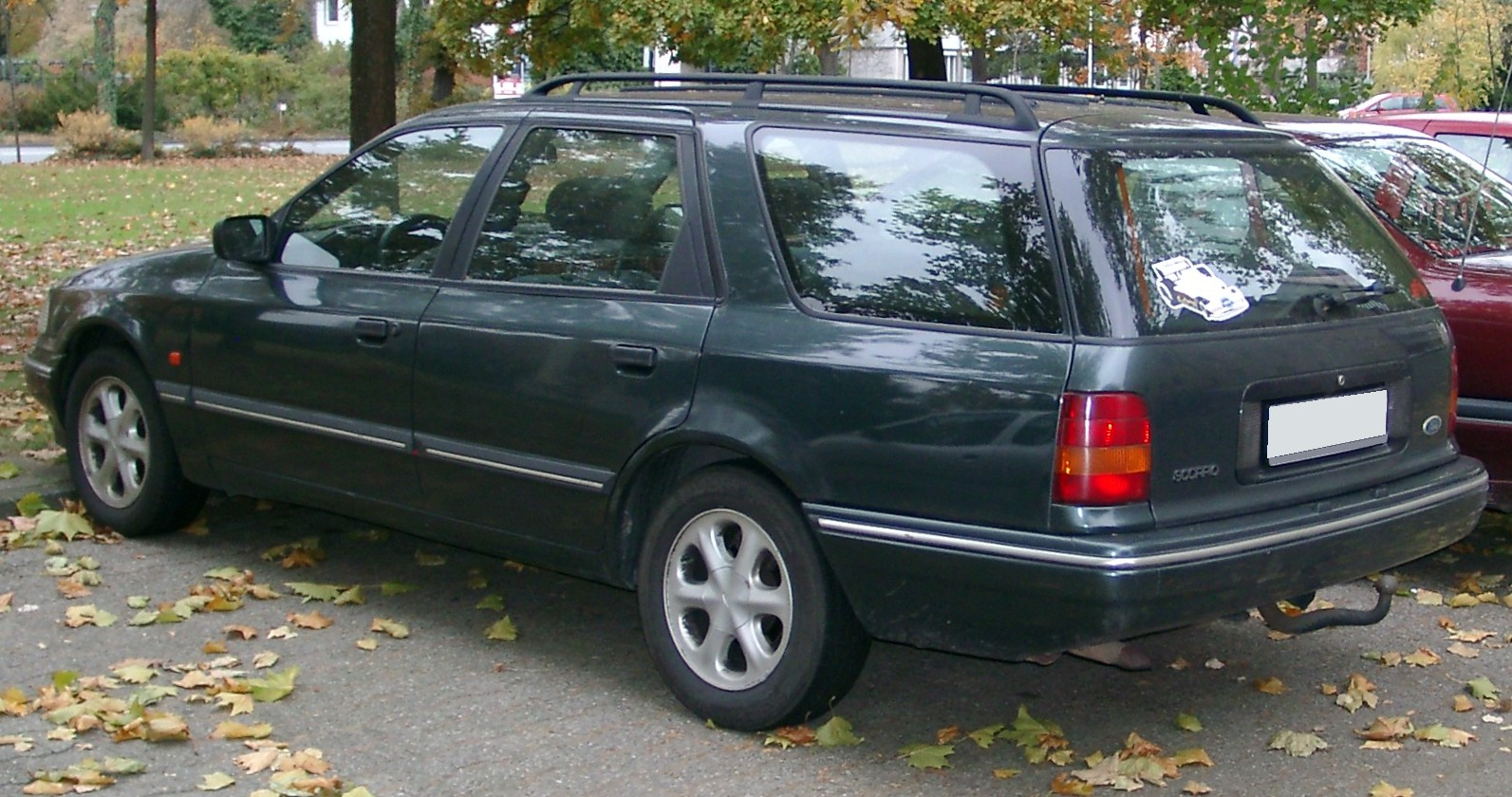
Versión familiar

Modificaciones MK-1 (desde 1985 hasta 1990)
Con el lanzamiento en 1985 del Scorpio, Ford permitió a los clientes dotar al Scorpio de un completo kit aerodinámico de origen RS disponible para las versión sedán de 4 y 5 puertas (la versión familiar todavía no se comercializaba). 
Considerado como un kit aerodinámico, el Scorpio podía dotarse por unos 1.200 euros de la época de un total de 9 piezas tales como spoiler delantero y trasero, estribos laterales sobredimensionados, alerón trasero, volante deportivo de 3 radios o lujo de 4 radios en piel (aquí no se podía adaptar el extra de la velocidad de crucero), antiniebla delanteros con alojamiento especial para el kit y llantas exclusivas de 6.5 x 15. Según la prensa europea el kit aerodinámico le confería al Scorpio un mejorado aspecto estético, este se mantuvo desde el inicio de la producción hasta el restyling de 1992 donde surgió una nueva edición de kit aerodinámico RS.
A nivel interior no se produjeron cambios salvo por los diferentes niveles de equipamiento opcional que había hasta el restyling de 1992.
Modificaciones MK-1 (1990)
A finales de 1989 el Scorpio sufrió algunas mejoras o modificaciones estéticas por las que se modificó la parrilla delantera del capó, espejos retrovisores, ópticas delanteras y surtidores de lavafaros y los paragolpes se pintaron en todas las versiones del color de la carrocería. Se introdujeron nuevas tapicerías y nuevos paquetes de equipamiento, sin olvidar la multitud de accesorios interiores y exteriores de origen RS de Ford.
A nivel de cambios mecánicos se van introduciendo poco a poco los catalizadores en las distintas mecánicas para adecuarse a las normativas europeas de emisiones.
SCORPIO "Topas" - 1993
A finales de 1993 el Scorpio vuelve a dar otra campanada tecnológica, en este caso por se el primer coche de la firma Ford en equipar de serie un sistema de doble airbag delantero (conductor y acompañante) y hacerlo a nivel europeo. A esta edición se le denominó Scorpio "Topas" que además de la dotación de serie de los airbags o SRS (Supplemental Restraint System) para el conductor y el pasajero, se modificaron también el sistema de cinturones de seguridad así como los pretensores, los cuales fueron heredados inicialmente por la siguiente generación. 
Además esta edición llevaba un completísimo equipamiento interior así como unas llantas en 15" de diseño exclusivo y una tapicería interior en velours gris / cuadros negros también exclusiva para el modelo.
SCORPIO RS - 1992 a 1994
Con el lanzamiento en 1992 del restyling Ford diseñó un impresionante kit aerodinámico bajo las siglas RS disponible tanto para la versión sedán de 4 puertas como para la familiar. Sin considerarlo una edición limitada (aunque perfectamente podría haber sido así) el Scorpio podía dotarse de un kit RS también denominado Futura-Paket o RS-Paket con paragolpes delanteros y traseros sobredimensionados y exclusivos para esta edición, faros antiniebla y estribos laterales sobredimensionados y con una modificación en el portón del maletero. Este kit le confería al Scorpio un aspecto estético agresivo y más deportivo.
La parrilla delantera al más puro estilo "Cosworth" se fundía en una sola pieza con el paragolpes delantero que albergaba unos sobredimensionados faros antiniebla redondos. Un alerón se integraba en el portón trasero también fusionado con el mismo y los estribos o bajos laterales adheridos a la carrocería le daban una mezcla de toque deportivo a la par que elegante.
Por supuesto en un kit así no podían faltar unas preciosas llantas RS de 5 radios y garganta ancha en 16" exclusivas para esa edición.
Entre otros extras se montaba el techo solar eléctrico así como volante de piel deportivo y posibilidad de asientos Recaro deportivos en cuero.
Esta edición es muy difícil de ver siendo una joya para coleccionistas.

### Motorizaciones de gasolina
Contó con nueve mecánicas de gasolina que oscilaban entre los 1.8 litros a los 2.9 litros Cosworth (seis de ellas de inyección electrónica / EFI) y 3 modelos de motorización diésel, dos de ellas turboalimentadas. Todas las mecánicas tenían una disposición longitudinal y por tanto la tracción era trasera.
Los motores de gasolina eran:
4 cilindros OHC / DOHC
- Motor REC: Un 1.8 litros OHC de cuatro cilindros y 8 válvulas que desarrollaba 90 caballos a 5.400 rpm con sistema de alimentación convencional de combustible por carburador de doble cuerpo Pierburg 2E. Heredada del Ford Sierra y Granada y también conocido como Pinto fue la mecánica más básica y menos potente comercializada en un Scorpio desde 1985 a 1989, año dónde se eliminó definitivamente de la cadena de producción.
Las cajas de cambio asociadas a esta mecánica eran manuales inicialmente de 4 velocidades si bien casi de inmediato se sustituyeron por las de 5 velocidades. Se podía adquirir únicamente con caja de cambios manuales siendo la de 5 velocidades la MT75 de primera generación.
- Motor NER / NEL / NE4: Un 2.0 litros OHC de cuatro cilindros y 8 válvulas que desarrollaba desde 100 a 105 CV con 5.200 y 5.400 rpm cada uno, este motor contaba con un sistema de alimentación convencional de combustible por carburador de doble cuerpo Weber 30/34 DFTH - CARB 2V. Heredada también de los ya mencionados Sierra y Granada fue una mecánica que cumplía su función dignamente en el Scorpio desde 1985 a 1989 dónde se eliminó definitivamente ya que no tenía sentido convivir con la mecánica de 2.0 litros EFI, más potente, efectiva y de menores consumos de combustible.

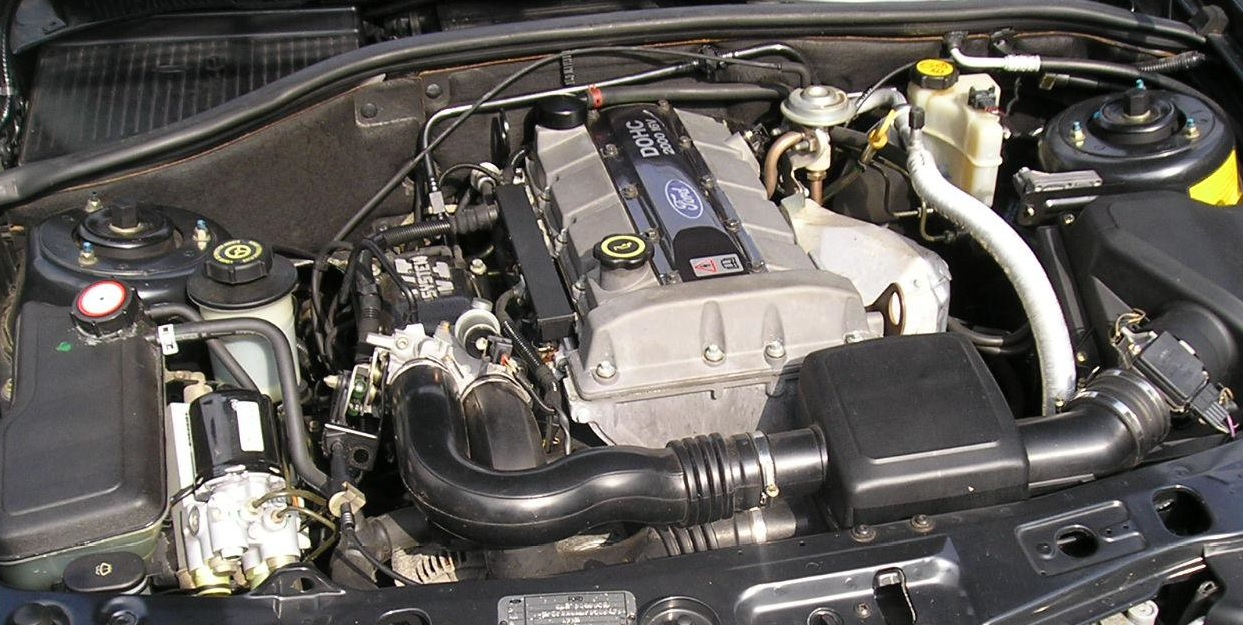
Motor 2.0 DOHC N3A 16 válvulas

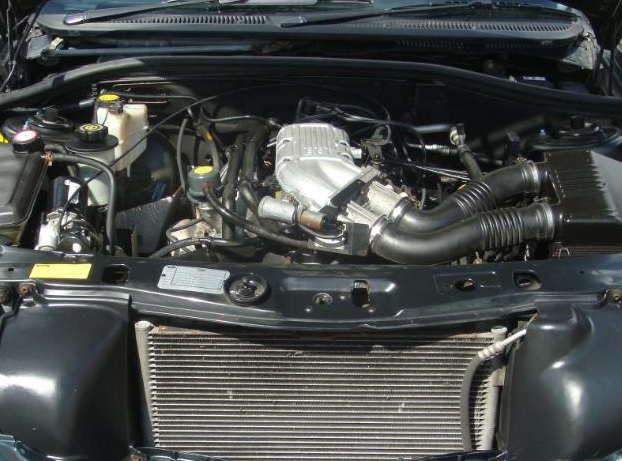
Motor BRG 2.9 V6 de 12 válvulas

Se podía adquirir con caja de cambios manual de 5 velocidad MT75 de primera generación o en opción con la transmisión automática parcialmente electrónica A4LD.
Todas las mecánicas de 1.8 y 2.0 litros OHC y variantes de 4 cilindros estuvieron disponibles desde el lanzamiento del Scorpio Mk-I en 1985 (principalmente asociadas a las series más bajas de equipamiento (el acabado "GL") hasta su agotamiento en stock, que pronto desaparecieron, si bien oficialmente estuvieron en el catálogo de opciones mecánicas (según determinados países) hasta 1989.
- Motor N8B / N8D: Un 2.0 litros DOHC de cuatro cilindros y 8 válvulas que desarrollaba 105 CV a 5.600 rpm con sistema de alimentación convencional de combustible por carburador de doble cuerpo Weber TLD - CARB 2V y cuya principal diferencia respecto a los otros motores de 2 litros a carburación se corresponde al tipo de sistema de distribución o sistema de actuación sobre las levas siendo el mismo el de Double Overhead Camshaft o DOHC (en español "doble árbol de levas en cabeza") que usa dos árboles de levas, ubicados en la culata, para operar las válvulas de escape y admisión del motor presentando una mayor potencia que los OHC / SOHC, aun cuando el resto del motor era en apariencia idéntico. 
Este también se podía adquirir con caja de cambios manual de 5 velocidad MT75 de primera generación o en opción con la transmisión automática parcialmente electrónica A4LD. 
- Motor NRA / NRI: Un 2.0 litros OHC de 8 válvulas de 115 CV que incorporaba la inyección electrónica EFI y que desarrollaban 115 CV respectivamente a 5.500 rpm. 
La principal diferencia respecto a las mecánicas 2.0 litros DOHC - EFI, se corresponde al tipo de sistema de distribución o sistema de actuación sobre las levas OverHead Cam (OHC). Es decir, a diferencia de los motores OHV, estos si llevan el árbol de levas (Camsafts) en la culata, sobre los pistones, árbol de levas que actúa directamente sobre las válvulas, sin varillas u otros elementos, pero solo disponen de un único árbol de levas.
Se podía adquirir con caja de cambios manual de 5 velocidad MT75 de primera generación o en opción con la transmisión automática parcialmente electrónica A4LD.
- Motor N9F/ N9D /N9B: Un 2.0 litros DOHC de cuatro cilindros y 8 válvulas que desarrollaban entre 115, 120 y 122 CV respectivamente a 5.500 rpm y que incorporaba el moderno sistema de inyección electrónica EFI (Electronic Fuel Inyection) a diferencia del sistema convencional a carburador (donde la bomba de gasolina es mecánica), en el sistema EFI, se utiliza una bomba de gasolina electrónica con inyectores electrónicos gestionados por el módulo de control EEC-IV. 
Archiconocida mecánica y de probada fiabilidad y durabilidad por montarse en otros modelos de Ford como el Sierra, fue la variante mecánica de dos litros más potente montada y comercializada en el Scorpio hasta el final de la producción de la versión Mk-I en octubre de 1994. 
Su potencia superior respecto al resto de motores de la gama 2.0 litros venía principalmente por el sistema de inyección EFI y por ser un motor Double Overhead Camshaft (DOHC), motor de combustión interna que usa dos árboles de levas, ubicados en la culata, para operar las válvulas de escape y admisión del motor, lo que le confiere unas ventajas técnicas que los hace más eficientes, rápidos y también más potentes.
Todas las variantes venían con catalizador salvo la N9B que era la más potente con 122 CV y se podía adquirir con caja de cambios manual de 5 velocidades MT75 de primera generación o en opción con la transmisión automática parcialmente electrónica A4LD.
Tanto el motor 1.8 litros OHC y todos los motores 2.0 litros OHC / DOHC y variantes (carburador / EFI) de 4 cilindros fueron las únicas mecánicas de cuatro cilindros en línea de la gama hasta 1994 con el final de la producción de la serie Mk-I dejando paso a la nueva generación de motores "DOCH - SEFI" de 2.0 litros y 2.3 litros del Scorpio Mk-II.
6 cilindros V6 de 12 / 24 válvulas
En la primera generación se potenciaron principalmente las motorizaciones de gasolina de 6 cilindros en V del famoso motor Ford diseñado y fabricado en su planta de Alemania conocido como el motor Cologne. Este veterano pero fiable motor, el cual se desarrollaba desde 1962 y catalogado por muchos como un motor eterno que ya equipó al Granada (en sus tres generaciones) y al Taurus de la gama alta, continuó perfeccionándose y fue revisado para ofrecer sus nuevas versiones con sistema de inyección de EFI mejorada por el módulo de gestión electrónica EEC-IV y con la incorporación de un nuevo motor de 2.4 litros de 130 CV el cual convivió con el ya veterano V6 de 2.8 litros de entre 145 y 150 CV (heredado del Granada) y el nuevo 2.9 litros V6 de 12 válvulas y de 145 y 150 CV.
Estos motores, además de por su rendimiento y dureza mecánica, se caracterizaban por ser muy elásticos en su comportamiento por carretera y autopista, respondiendo fantásticamente a partir de los 80 km/h o 2.500 rpm, consiguiendo brillantes aceleraciones y recuperaciones entre 90 y 150 km/h y pudiendo mantener una velocidad media de crucero de 140 a 150 km/h, ideal para las autopistas de aquel tiempo. Sin embargo, por debajo de esta velocidad les costaba acelerar, por lo que no era un motor con respuesta ágil para el circuito urbano.
- Motor PRE / PR3 / PR4: Un 2.8 litros OHV de 6 cilindros en V y 12 válvulas que desarrollaban 145 / 150 CV a 5.800 rpm y que en las variantes montadas en el Scorpio incorporaba el moderno sistema de inyección electrónica EFI y al que se le adaptó el último sistema de gestión electrónica con módulo EEC-IV.
Un mecánica consolidada, de gran durabilidad y fiabilidad mecánica pero tal vez un poco veterana (la segunda generación Cologne V6 fue introducida en 1974) y heredada del Granada y el Taunus y montada también en los Ford Sierra, apenas se mantuvo como opción mecánica en los Scorpio hasta principios de 1987 en algunos países como España (en otros se mantuvo hasta 1989), dejando paso al mejorado y más moderno Cologne V6 de 2.9 litros y 12 válvulas.

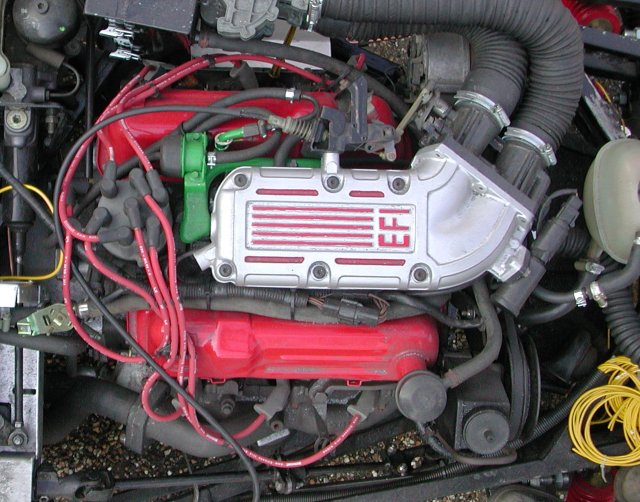
Motor V6 2.9

La mecánica 2.8 litros se podía asociar a una caja de cambios manual de 5 velocidad MT75 de primera generación o en opción con la transmisión automática parcialmente electrónica A4LD. También opcionalmente se podía dotar al Scorpio de un sistema de tracción permanente 4X4 AWD, distinguiéndose las versiones AWD por un distintivo "4X4" agregado al portón trasero.  
- Motor ARC / ARD: Un 2.4 litros OHV de 6 cilindro en V y 12 válvulas que desarrollaban entre 125 y 130 CV a 5.800 rpm con sistema de inyección electrónica EFI y módulo de gestión electrónica EEC-IV.
Tras la aparición del 2.9 V6, y para encontrar un equilibrio entre las opciones de motores de 4 y 6 cilindros gasolina, se introdujo una variante del motor Cologne pero de 2.4 litros en 1989.
Aunque con menor cilindrada y potencia que el 2.9 litros, este motor tenía un empuje sorprendente y un consumo, que en carretera era de unos 8 litros a los 100, muy equilibrado y cumplió a la perfección como mecánica intermedia de la gama siendo un V6 muy versátil y que movía al Scorpio con buena soltura.
No obstante esta mecánica intermedia solo estuvo disponible desde 1989 hasta 1992, pudiéndose asociar a una caja de cambios manual de 5 velocidad MT75 de primera generación o en opción con la transmisión automática parcialmente electrónica A4LD.
-Motor BRV / BRC/D/E/F: Un 2.9 litros OHV de 6 cilindro en V y 12 válvulas que desarrollaban entre 140, 145 y 150 CV a 5.500 rpm con sistema de inyección electrónica EFI y módulo de gestión electrónica EEC-IV.
Sin lugar a dudas una de las mecánicas más demandas y comercializadas por Ford en vehículos de gama alta, se empleó en muchas unidades Scorpio con unos excelentes éxitos de rendimiento desde su introducción en el Scorpio en 1989, el 2.9 litros compartía el mismo diseño básico que el modelo 2.8 litros, pero evolucionó notablemente con importantes diferencias tales como modificación del árbol de levas arrastrado por cadena en lugar de por engranajes, nueva disposición de las válvulas de escape, mayor cilindrada y diámetro de los pistones con colector de escape de tres puertos más convencional.
En definitiva era una evolución lógica y mejorada de la mecánica antigua de 2.8 litros cogiendo lo bueno de esta y mejorando considerablemente los aspectos negativos u obsoletos.
Fue la mecánica tope de la gama Scorpio hasta la llegada del motor 2.9 litros Cosworth, y su finura le hacía una opción muy recomendable para impulsar al Scorpio, sobre todo por potencia y prestaciones, de ahí que se montará en otros modelos de la firma Ford tales como Ford Bronco II, Ford Ranger, Ford Sierra XR y XR 4X4, Ford Granada, Ford Transit y fue la mecánica elegida para América en el Merkur Scorpio. Fue el único motor que se mantuvo en el nuevo catálogo de mecánicas del Scorpio Mk-II hasta 1996.
En Europa, este motor estaba comúnmente equipado con el sistema de inyección de combustible EFI Bosch L-Jetronic unido con la gestión del motor EEC-IV, y ello le convertía en un candidato muy popular para la modificación y potenciación mecánica con adaptación de turbocompresores, sistemas de escape de alto rendimiento, etc.
La mecánica 2.9 de 12 válvulas litros se podía asociar a una caja de cambios manual de 5 velocidad MT75 de primera generación o la transmisión automática parcialmente electrónica A4LD. Adicionalmente y como opción con el motor 2.9 litros de 12 válvulas, se podía dotar al Scorpio de un avanzado sistema de tracción permanente 4X4 AWD, distinguiéndose las versiones AWD por un distintivo "4X4" agregado al portón trasero y a posteriori en las aletas traseras.
Todos los motores Cologne eran del tipo OHV (del inglés Overhead Valve, que significa "válvulas en culata", llamado "motor por varillas") cuyo sistema de distribución dispone de válvulas en la culata y árbol de levas en el bloque del motor, lo que suponía un sistema de fabricación muy sencilla y económica y supusieron un gran avance en su día respecto a los sistemas de válvulas laterales SV ya que permitió reducir la cámara, elevando la compresión y por tanto el rendimiento termodinámico.

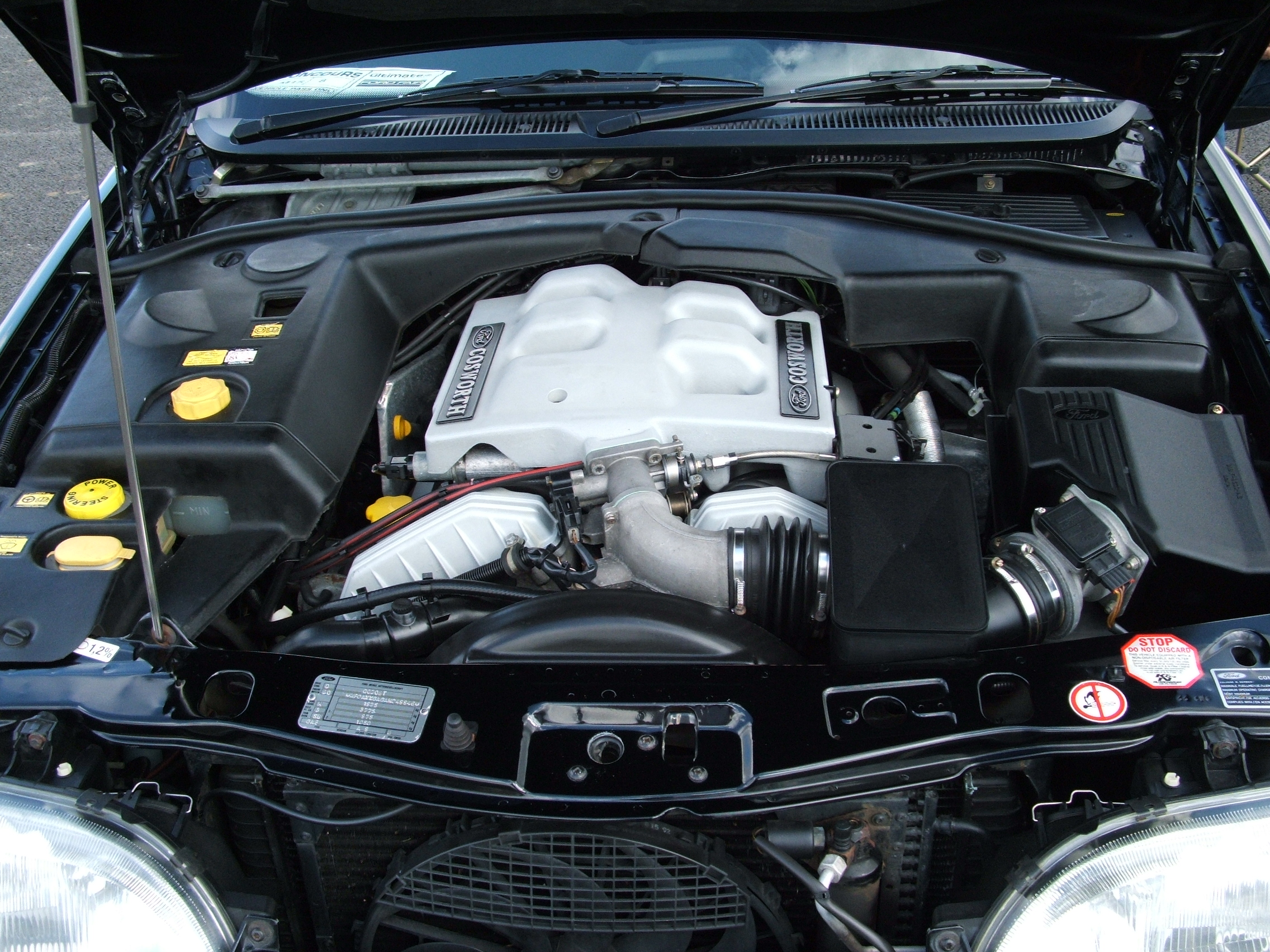
Motor 2.9 V6 24 válvulas Cosworth BOA

- Motor "BOA" Cosworth: Un 2.9 litros DOHC de 6 cilindro en V y 24 válvulas que desarrollaban 195 CV a 5.750 rpm con sistema de inyección electrónica EFI y el módulo de gestión electrónica EEC-IV.
En 1991, se introduce la mecánica estrella y tope de potencia de la gama, el motor 2.9 litros DOHC V6 a 60 grados y de 24 válvulas denominado BOA y diseñado durante 3 años por Ford y la casa de preparación Cosworth, que desarrolla la nada despreciable potencia de 195 CV a 5.750 rpm convirtiéndose en uno de los más potentes motores para el Scorpio hasta el momento.
Todas las mecánicas BOA se asociaban a una transmisión automática parcialmente electrónica denominada A4LD, aunque existen muy pocos casos en los que esta mecánica también se asoció a la caja de cambios manual MT75 pero por empresas destinadas a la preparación y modificación de vehículos. También a petición del cliente y de serie, el Scorpio Cosworth podía adquirirse con el sistema 4x4 de tracción integral permanente con acoplamiento viscoso que bloquea el diferencial central del engranaje planetario con una relación 37/63 delantera / trasera, pero esto no era muy común.    

### Motorizaciones diésel
La gama diésel montaba longitudinalmente el robusto motor de cuatro cilindros en línea y 2.5 litros de PSA, disponible en versión atmosférica de 70 CV (motor XP3D / STR) o con turbocompresor de 92 CV (motor SFA / SFB). A partir de 1993 se comenzó a renovar la gama de mecánicas turbodiésel montando un moderno 2.5 litros con turbocompresor y 115 CV, fabricado por VM Motori con denominación SCB.

## Mk-2: Segunda generación (1994 - 1998)

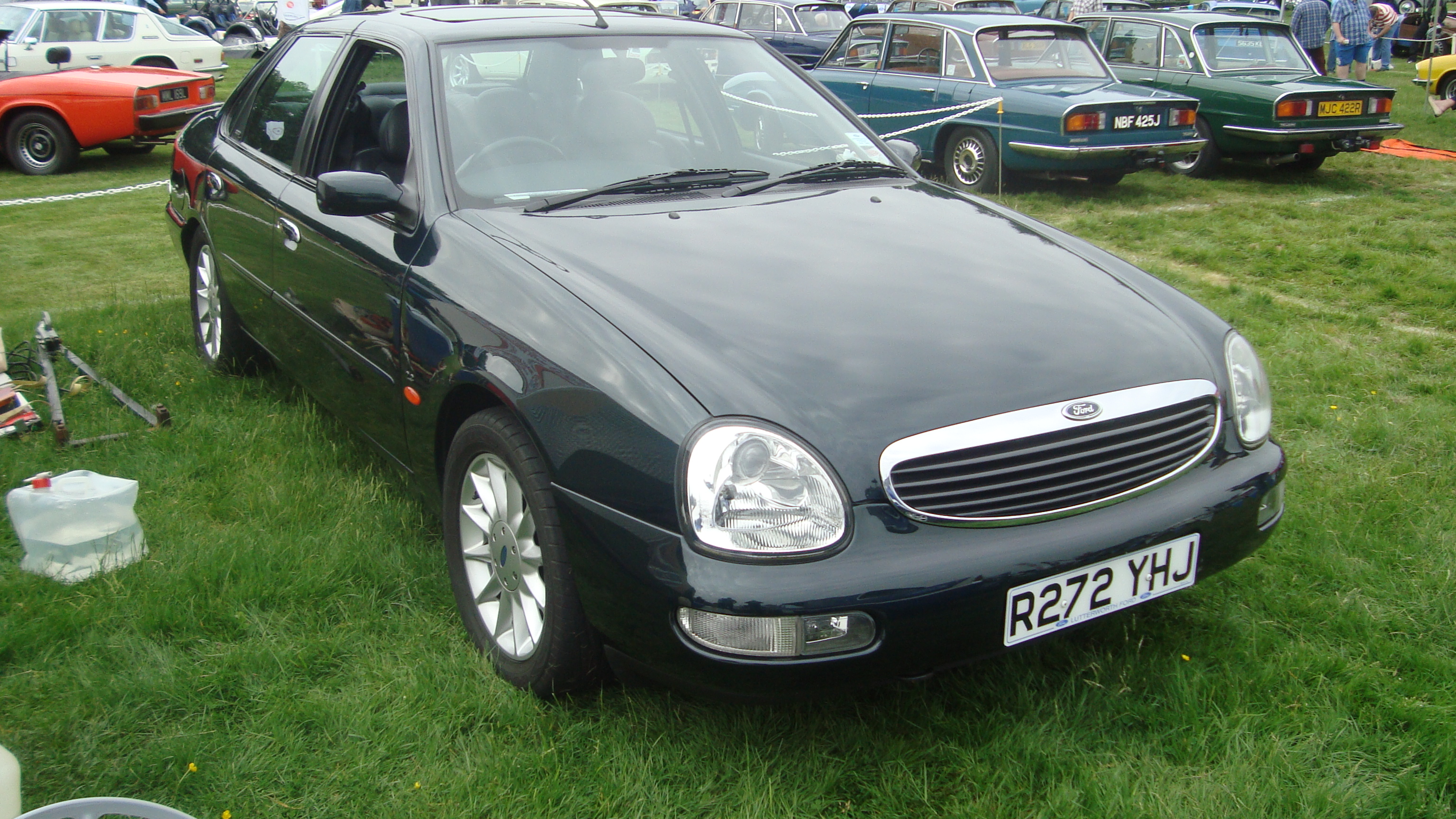
Ford Scorpio 2.3 Ultima de 1997

La segunda generación del Scorpio vio la luz en octubre de 1994, presentado en el Salón del Automóvil de París donde se presentó con una carrocería de tres volúmenes como su antecesor y se ofrecía en dos versiones, en carrocería sedán y familiar de cuatro puertas ambas, suprimiéndose la versión de cinco puertas hatchback. Si bien la plataforma era absolutamente la misma que de la anterior generación, esta ofrecía un interior de calidad superior, pero a nivel exterior fue rediseñado completamente utilizando el diseño asistido por computadora (CAD/CAM) siendo el primer Ford en hacerlo, apostando por la innovación rompiendo con las formas convencionales y tradicionales que hasta la fecha se habían empleado en las berlinas del segmento E y en Europa, en especial. En el diseño se le dotó de una parrilla delantera ovalada (al igual que se hiciera con el Escort y el Mondeo en ese momento) acompañado de unos faros poli-elipsoidales mal bautizados como ojos de rana que pronto serían muy criticados. La zaga trasera con una línea igualmente original pero algo más clásica tenía un carácter muy norteamericano y es que tanto los faros, la parrilla y las manijas de las puertas se inspiraron en el Crown Victoria. En las versiones Cosworth, la insignia se retiró, posiblemente para evitar intentos de robo de esta versión aunque en el motor seguía estando visible.
Pero el principal punto en contra del nuevo Scorpio fue su elevado precio, lo que hizo que muchos clientes buscaran por ese precio marcas europeas de más renombre.

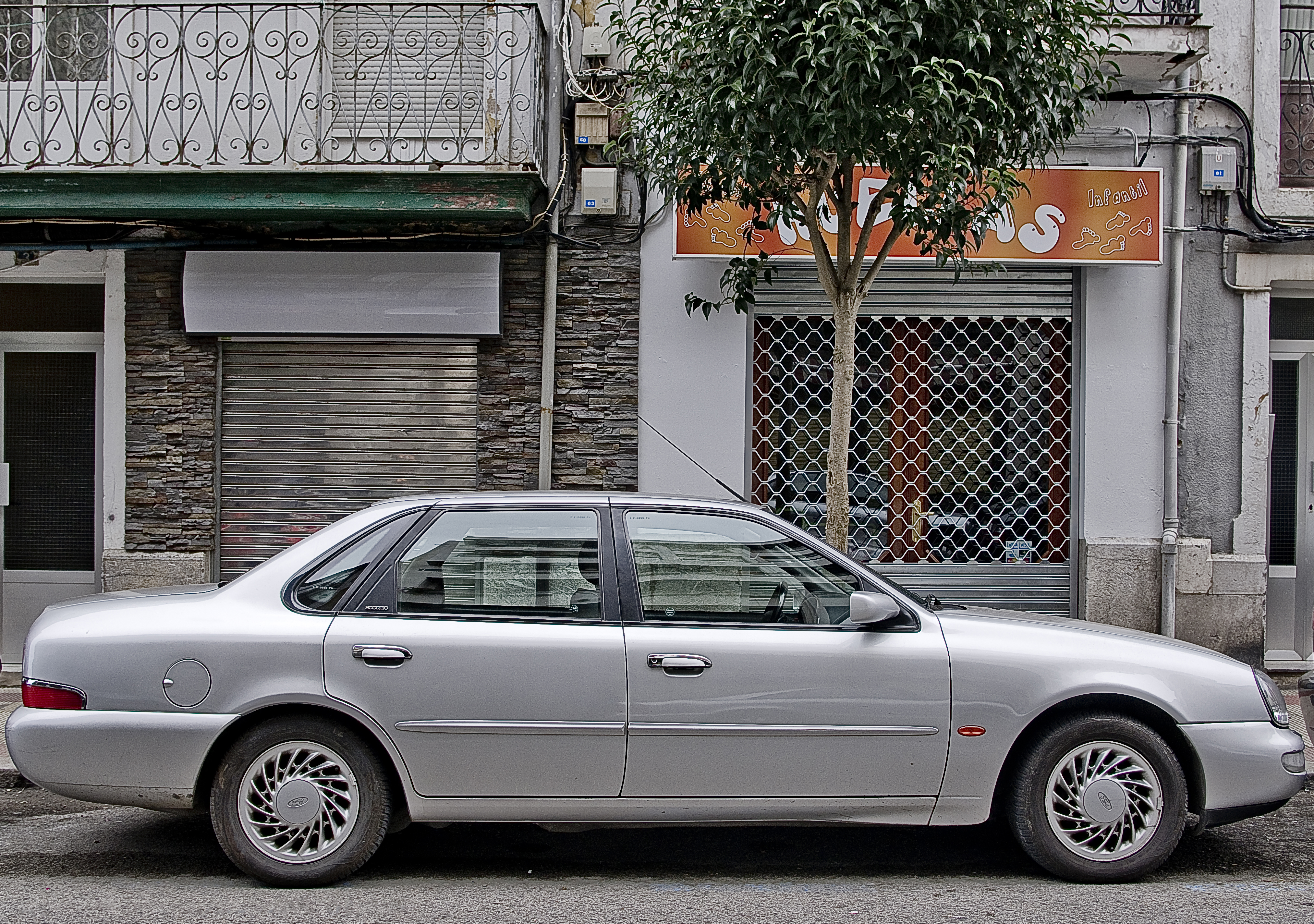
1996 Ford Scorpio Mk-II

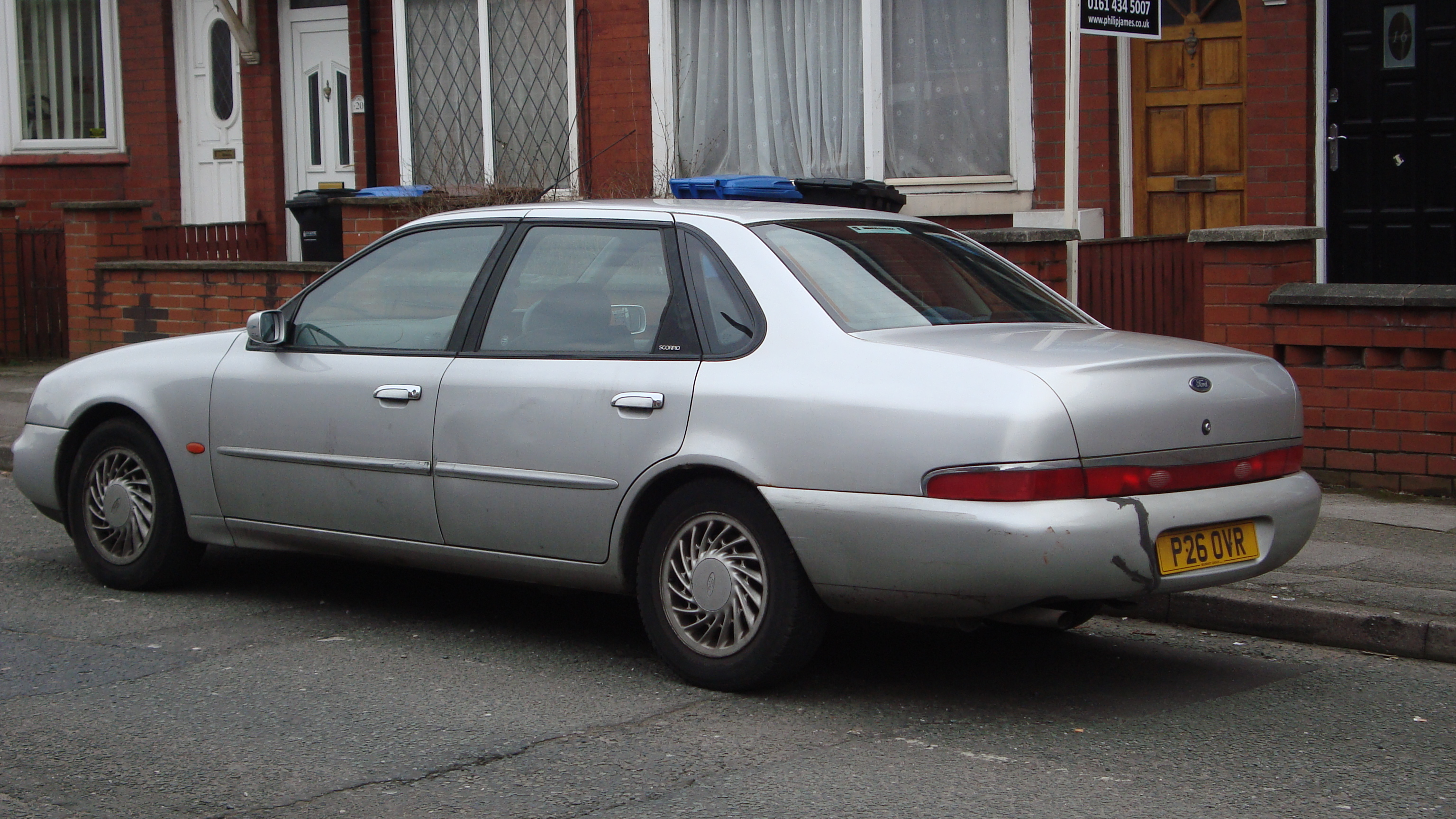
Vista trasera

Como consecuencia de esta controvertida nueva línea pero sobre todo en su elevado precio el Scorpio Mk-II no fue bien aceptado por el público y apenas duró su fabricación cuatro años produciéndose un ligero rediseño en septiembre de 1997 para el modelo del año 1998 haciendo los marcos de los faros más oscuros y la parrilla más sutil además de que los faros traseros se revisaron para que la línea no fuese continua, recibiendo esta vez menos críticas que el modelo anterior y por último, en las versiones Cosworth volvió la insignia. Pero pese a ello, para 1998, el año al que estaba destinado este lavado de cara en verano se dejó de producir. Esto se puede entender en que en aquel momento, Ford adquirió en aquellos años las marcas Jaguar y Volvo, lo que hizo abandonar los segmentos más altos de la marca, como en este caso el Scorpio, desviando a sus potenciales clientes hacia dichas marcas adquiridas, las cuales estas pertenecían a la Premier Automotive Group, grupo de lujo que poseía la marca americana. Aun así, no hubo ningún sucesor dentro de la firma al igual que Rover con su modelo 800, dejando a Opel con el Omega en solitario contra Audi, BMW y Mercedes-Benz en un mercado donde las marcas generalistas estaban perdiendo el mercado ante las alemanas. Contó con 5 motores de gasolina (cuatro de ellos de inyección electrónica secuencial de combustible /SEFI) y un único modelo de motorización diésel que experimentó una modificación e incremento de potencia a finales de 1996. Todas las mecánicas tenían propulsión trasera.

### Versiones
Cabe destacar que el Scorpio Mk-II como su antecesor fue pionero en el montaje de tecnología que hasta la fecha no usaba ningún modelo Ford de la época y que tampoco tenían muchas berlinas de su segmento ni tan siquiera en opción.
El Scorpio fue el primer modelo Ford europeo a partir de 1995 en montar accesorios tales como ópticas delanteras principales con tecnología poli-elipsoidal Bosch (de serie en cualquier versión de equipamiento) y posibilidad de sistema de lavafaros con eyectores telescópicos por presión también de origen Bosch (sustituyendo a los convencionales lavafaros de surtidor fijo o de escobilla), un avanzado sistema de climatización bi-zona con pantallas digitales (que no se montó en ningún Ford europeo hasta 10 años después), cuadro de instrumentos totalmente electrónico con pantalla digital para los kilómetros y ordenador de a bordo y testigo de aviso de sistemas auxiliares (AWS) integrado, sistema de ABS de última generación (de serie en todas las versiones Mk-II y que ya se dotaba desde 1985) con control de tracción gestionado electrónicamente, cableado interior multiplexado para un numeroso conjunto de sistemas electrónicos, accesorios y extras de confort, espejo retrovisor interior fotocromático (tecnología que pasados más de 20 años después sigue siendo un extra para grandes berlinas actuales), un paquete de memoria para asientos eléctricos, espejos retrovisores exteriores y sistema de apertura de puertas por control remoto, etc. Y estos son solo algunos de los múltiples accesorios y extras en los que el Scorpio Mk-II fue pionero y el primero en equipar dentro de la gama de modelos Ford a partir de 1995.
Detallando los distintos extras y niveles de equipamiento el Scorpio Mk-II tuvo las siguientes versiones:
- Desde noviembre de 1994 hasta septiembre de 1996
- Executive / GLX / Gran Luxe: Era el modelo básico, aunque incluía de serie adelantos como ABS, PAS e inmovilizador, sistema de claveado multiplex para numerosos sistemas electrónicos y equipamiento interiores, doble airbag (conductor y acompañante), elevalunas eléctricas delanteras con apertura de un solo toque, cierre a distancia de las puertas con función de apertura del maletero, cuadro de instrumentos totalmente electrónico con pantalla digital y testigo de aviso de sistemas auxiliares (AWS) integrado, aire acondicionado (sin climatizador ATC) de serie, cinturones de seguridad con pretensores, barras de acero de alta resistencia anti impacto integradas en las puertas, columna de dirección deformable en caso de impacto frontal, faros delanteros poli-elipsoidales con sistema "plus PES" entre otros. También todas las versiones desde el modelo básico incluían un interior con inserciones en acabado madera de nogal en salpicadero, puertas y consola central.

En las versiones con mecánica de gasolina el Scorpio fue el primer turismo en incorporar las nuevas generaciones de ordenadores de gestión del motor EEC-V con tecnología de la Fórmula 1 de serie, salvo en las mecánicas 2.9 V6 de 12v que mantuvieron el antiguo ordenador de gestión EEC-IV.
- Ghia: Además del acabado Executive, incluía un moderno sistema de climatización bi-zona de serie con control automático de la temperatura (ATC) y filtro de partículas "micronair", llantas de aleación en 15" o 16", espejos eléctricos y térmicos y espejo interior electrocromático antideslumbramiento, luna delantera calefactable junto con los surtidores de agua del lavaparabrisas, luces antiniebla, lavafaros telescópicos a presión (de serie solo en modelos de gasolina), elevalunas eléctricos delanteros y traseros con apertura de un solo toque, cierre centralizado y doble cierre con alarma y sistema de apertura y cierre global incluido el techo solar, ordenador de combustible digital integrado en el cuadro de instrumentos con 5 funciones, sistema de control de tracción (TCS) para las versiones gasolina y tapicería intaglio / pumice en velours, cruise control con memoria y mandos integrados en el volante, entre otros múltiples detalles tales como luces de cortesía en el hueco de los pies, iluminación de cortesía de apertura de puertas e iluminación del suelo, etc.

En los modelos con mecánica Cosworth V6 24V la dirección asistida era sensible a la velocidad de serie y en las versiones de Scorpio familiar la suspensión trasera era autonivelante (NIVOMAT) de serie.
Como equipamiento adicional se podía optar por el conjunto de asiento de cuero con reglaje totalmente eléctrico y memoria de 3 posiciones, así como el techo solar de dos posiciones totalmente eléctrico, o un paquete de sonido Premium Ford 2007 con amplificador de potencia y cargador de 6 CD.
También existía un paquete de acabado exclusivo RS o Sport Pack con volante en piel y madera y unos impresionantes asientos deportivos Recaro mixtos de cuero y velours con reglaje de altura para el conductor, o un sistema de asistencia al aparcamiento por ultrasonido Parktronic con pantalla de aviso y acústica ubicada en la bandeja trasera, algo innovador en la época y que no sería visto hasta más de 10 años después en la industria.
- Ultima: Además del acabado Ghia, añadía de serie asientos de piel (cuero azabache / raven o cuero beige / pumice) y eléctricos con memoria de 3 posiciones y paquete memoria para espejos retrovisores, techo solar eléctrico, equipo de sonido premium con cargador de CD.

Como accesorios individuales se disponía de asientos Recaro de tela, pomo del cambio de marchas manual RS en madera, conjunto de alfombrillas a medida en velours con anclaje y distintivo bordado de Scorpio, un amplio catálogo de llantas de aleación incluso en medida 17" y acabado cromado, etc.
Todo este equipamiento de serie u opcional podría variar según países. Por ejemplo en España el Scorpio Mk-II se comercializaba a partir del acabado Guia sin existir un acabado base o Executive a diferencia de otros países como Francia, Alemania, Holanda, etc. y el acabado Executive no era el básico sino el equivalente a la versión Ultima. En la edición Scorpio Mk-I a partir de 1992 el acabado Executive era el superior en todos los países que se comercializaba y venía caracterizado por el distintivo de Executive que se colocaba en la zona izquierda del maletero.

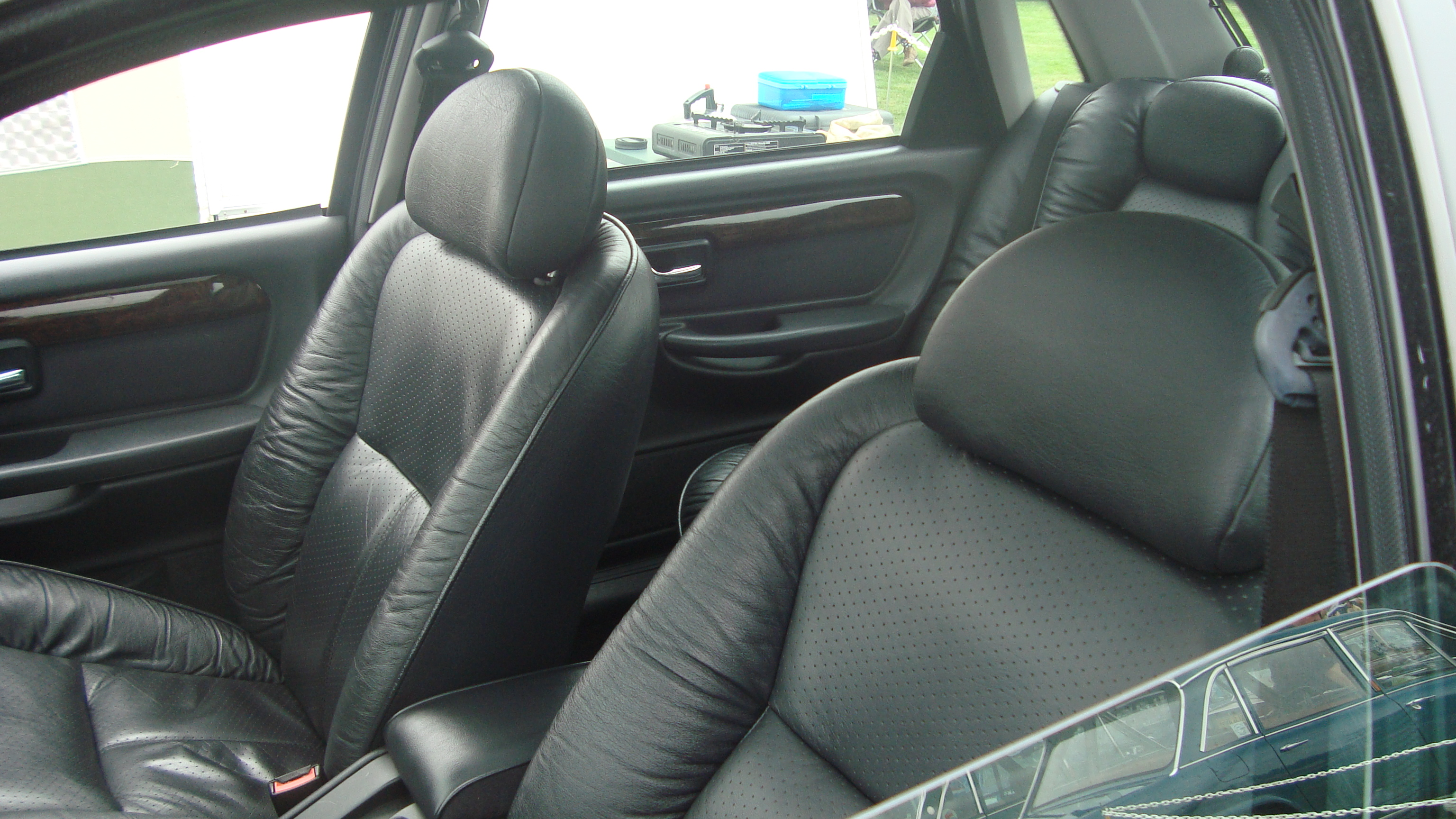
Asientos del Ford Scorpio 2.3 Ultima

En otros países el acabado Ghia era el máximo y se iba completando con la adquisición de paquetes de equipamiento.
Desde finales de 1995 y durante 1996 se comercializaron varias ediciones limitadas tales como el Scorpio Ghia Exclusiv que partía de un acabado Ghia como base de equipamiento y podía dotarse de un extraordinario paquete de equipamiento denominado "Winter Packet" con un interior para los asientos RS en piel gris / beige (incluidos los tapizados de las puertas) combinado con el conjunto interior del salpicadero en negro, así como las llantas de 12 radios en medida 16" o de 7 radios RS en medida 16" o 17", o el Scorpio "Platinum" y Scorpio "Style" muy exclusivos por las pocas unidades comercializadas (Alemania, Dinamarca y Holanda) que se caracterizaban por dotar de serie un acabado con inserciones en madera de nogal gris o "braun" y una tapicería exclusiva en triángulos / velours incluidos los tapizados centrales de las puertas, así como un conjunto de alfombras en velours con la inserción bordada de Scorpio, volante de piel y la pintura metalizada "Polaris - Grau metallic" o gris polar exclusiva para esta edición. En la versión "Style" también se podía optar como opción de paquetes de equipamiento adicional los elevalunas traseros, asientos de cuero negro "raven", control de crucero, etc. pero siempre con el acabado en madera de nogal exclusivo "braun". 
A estas series limitada se le podían agregar numerosos paquetes de equipamiento convirtiéndolo en un acabado Ultima pero con la exclusividad de sus tapicerías y acabados interiores.
También existía la versión Scorpio RS con los asientos interiores Recaro deportivos (mixtos en piel / velours), volante RS en madera y piel (con o sin control de velocidad de crucero), así como las llantas RS de 16" o 17" pulgadas, todo ello incorporado de serie como única opción.
Durante el primer semestre de 1996 las únicas novedades o cambios importantes que se produjeron es la introducción del nuevo motor 2.3 DOHC 16V en junio.

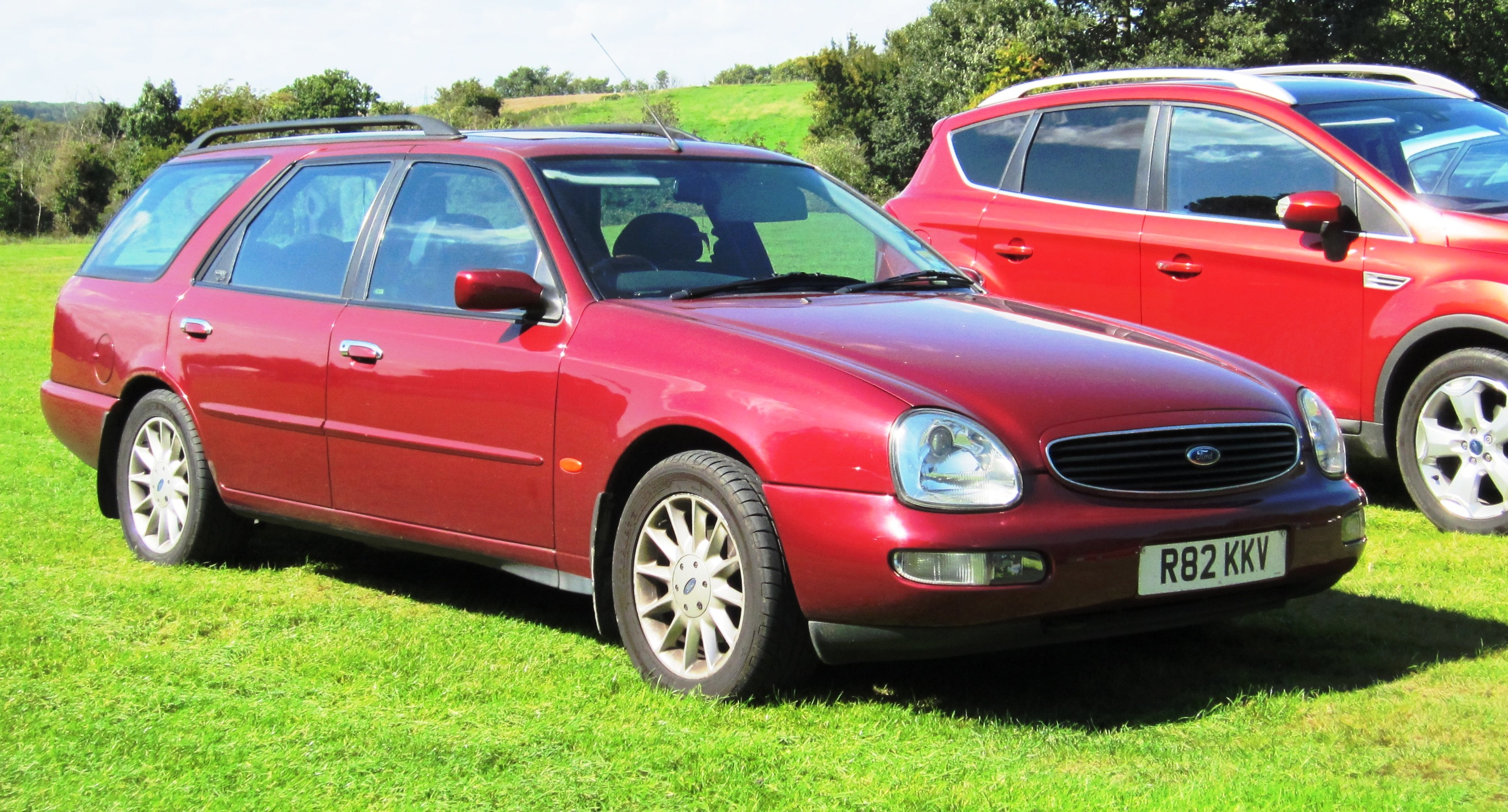
Scorpio 2.5 TDi Estate (septiembre 1997)

Sin embargo, si se produjeron importantes cambios en relación con los equipos de sonido y audio introduciendo a partir de septiembre los nuevos modelos de 2din, concretamente el modelo 5000 RDS EON radio / casete y 4 altavoces de serie en el modelo Executive y el modelo superior 7000 radio / casete de 4x56 watt en el Ghia y Ultima con altavoces mejorados de mayor potencia que además incorporaba el cargador de 6 CD 2060, y mandos de control en la columna de dirección.
Al poco tiempo se introdujo el nuevo equipo de sonido 6000CD, de idénticas características al equipo 5000 RDS pero sin casete y solo reproductor de CD y con posibilidad de agregar además el cargador de 6 CD 2060.
Desde septiembre de 1996, diésel 2.5 TDi fue revisado para tener más potencia y par motor en septiembre, pasando de los 115 cv iniciales a 125 cv de potencia. Se fue introduciendo progresivamente entre finales de 1996 y principios de 1997.
La denominación de las versiones y acabados se modificó y el acabado Executive desapareció convirtiendo el acabado Ghia o GLX (según países) en el acabado básico, y el nuevo Ghia X  en el escalón intermedio de equipamiento. No obstante en muchos países el acabado Ghia permaneció inalterado respecto a las especificaciones y extras de serie, lo que aumentó, el ya de por sí extenso, equipamiento básico de serie del Scorpio ofrecido por la marca.
Las 4 ventanas eléctricas y espejos eléctricos exteriores era de serie así como el parabrisas calefactable, los cristales teñidos y el panel auxiliar de aviso (AWS) del cuadro de instrumentos así como toda la consola central con reposabrazos.
Además del equipamiento base, los modelos Ghia X incorporaban de serie el sistema de cierre global de ventanas y techo solar, detalle cromado en el silencioso final, llantas de aleación 6x15 con neumáticos 205/60 15", equipo de audio 6000CD RDS EON, luces de cortesía en puertas, volante de piel y techo solar totalmente eléctrico. 
Ya en las versiones Ultima, además se añade como equipamiento de serie las llantas de aleación de 12 rayos de 6,5x15 con neumáticos 205/55 15", función de memoria e inclinación del retrovisor la activar la marcha trasera, equipos de audio superior 7000 RDS EON con cargador de 6 CD 2060, control de velocidad de crucero, asientos eléctricos y calefactables con 10 posiciones, paquete memoria para asientos, climatizador bi-zonal, etc.
Se mantenía el paquete Sport de asientos delanteros Recaro en cuero raven / velours o tejido Mistral, volante de madera / cuero, y llantas de aleación de 6.5 x 16 de 12 radios con neumáticos 225/50 ZR16.
En todos los niveles de acabado y equipamiento la pintura metalizada no llevaba coste adicional, y existía en opción el montaje de unas espectaculares llantas RS en 16" o 17" con o sin acabado cromado.
La veterana mecánica 2.9i - V6 de 12 válvulas y 145 CV se eliminó de la cadena de producción del Scorpio a principios de 1997 lo que también se dejó de producir para el resto de modelos Ford suponiendo el fin de una era para el motor de Cologne V6. También se suprimió la mecánica 2.0i DOHC 16V pero se introdujeron las refinadas y potentes mecánicas de 2.3i DOHC y 16 válvulas.

### Restyling (1997-98)
En noviembre de 1997, Ford realizó un restyling a su buque insignia, el Scorpio, cuya modificación estética que acompañaría lo acompañaría hasta sus últimos días y de la que se fabricaron tan sólo unas 6000 unidades, convirtiéndose en lo más parecido a una edición limitada en algunos países como España o Francia dónde apenas se dejaron ver, a diferencia de Alemania o Reino Unido dónde se produjo el mayor volumen de ventas de esta última edición.

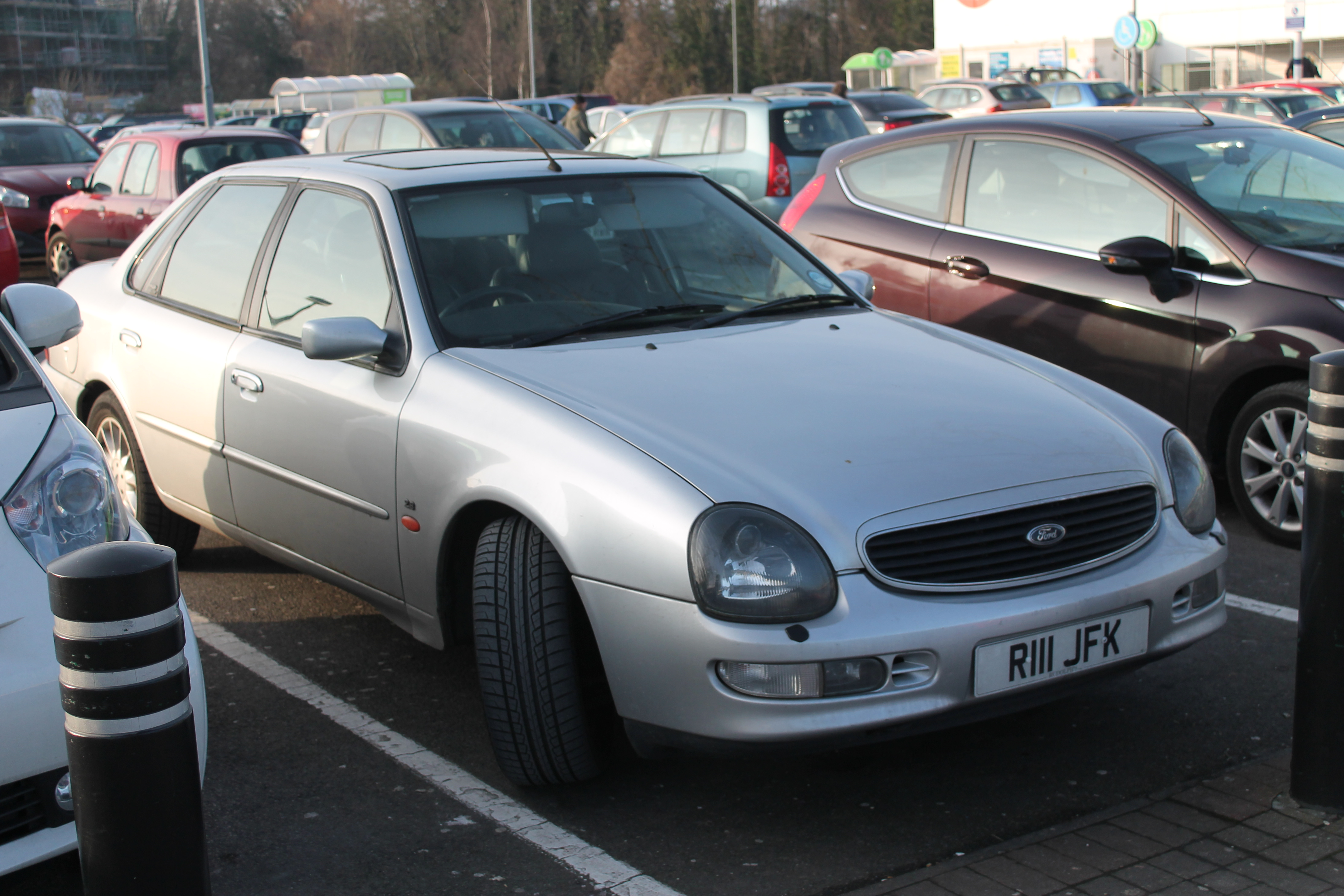
1998 Ford Scorpio Ultima Restyling (Frontal con cambios en Parrilla, paragolpes y grupos ópticos delanteros)

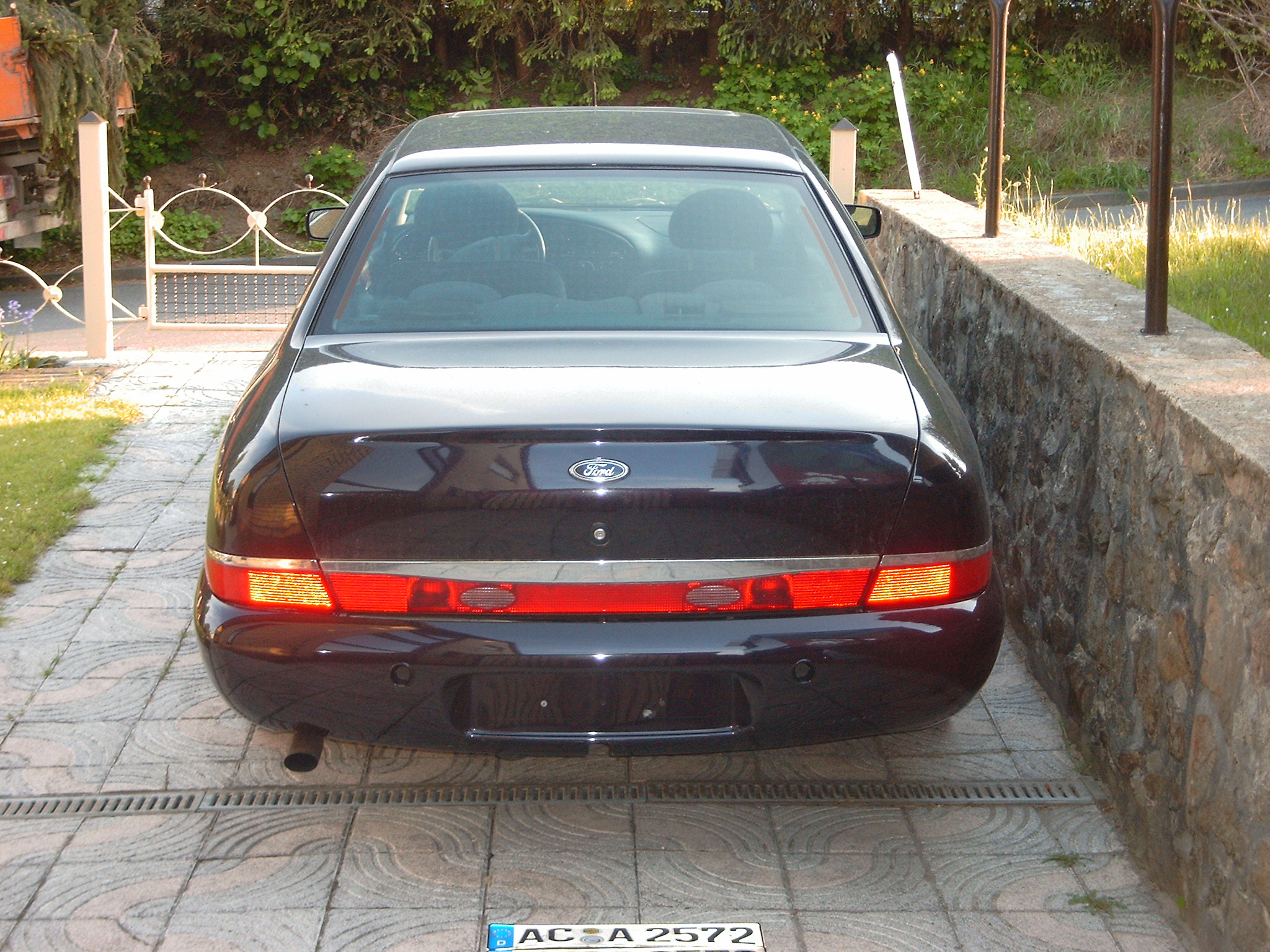
1995 Ford Scorpio Ghia. Grupo óptico trasero antes del restyling de 1997/1998

Las nuevas características y cambios exteriores incluyeron:
- Un conjunto de faros principales poli-elipsoidales modificados (misma forma de los grupos ópticos pero con el interior de la cúpula de cristal oscurecida sin elemento cromado y las lentes interiores se modificaron ligeramente con un convexo más plano).
- Un conjunto óptico trasero reestructurado (misma forma de los grupos ópticos pero prescindiendo de la banda cromada en los faros y con un nuevo color de las ópticas). Se añadió una nueva insignia de SCORPIO en la zona central del piloto principal.

- Un parachoques delantero de nuevo diseño más sofisticado y con un cierto aire deportivo incluyendo los conductos de aire para la refrigeración del freno y modificación de las tapas del sistema de lavafaros.
- Una nueva calandra del capó que eliminaba el cromado de la anterior, y quedaba más integraba en el conjunto gracias a que se pintaba del mismo color de la carrocería.
- Nueva gama de llantas de aleación de 15" y 16" incluyendo en opción un paquete de llantas clásicas multi-radio de 16".

Las nuevas características y cambios interiores incluyeron:
- Introducción de un tercer reposacabezas en la zona central de los asientos traseros.
- Modificación del cinturón de seguridad trasero central, el cual ahora va con carrete de 3 puntos ubicado en la bandeja trasera.
- Introducción de los airbags laterales en los asientos delanteros a partir de la primavera de 1998.
- Modificación de los asientos traseros con incorporación de reposacabezas y tercer cinturón de seguridad central sin variación en la configuración y forma de los asientos.

Con este lavado de cara, y aunque a nivel interior fueron mínimos los cambios, el efecto neto producido en el Scorpio en su conjunto supuso una mejora sustancial de su estética y sofisticación, y ciertamente le dio un aire diferente, incluso más deportivo, y no tan criticado como el anterior.

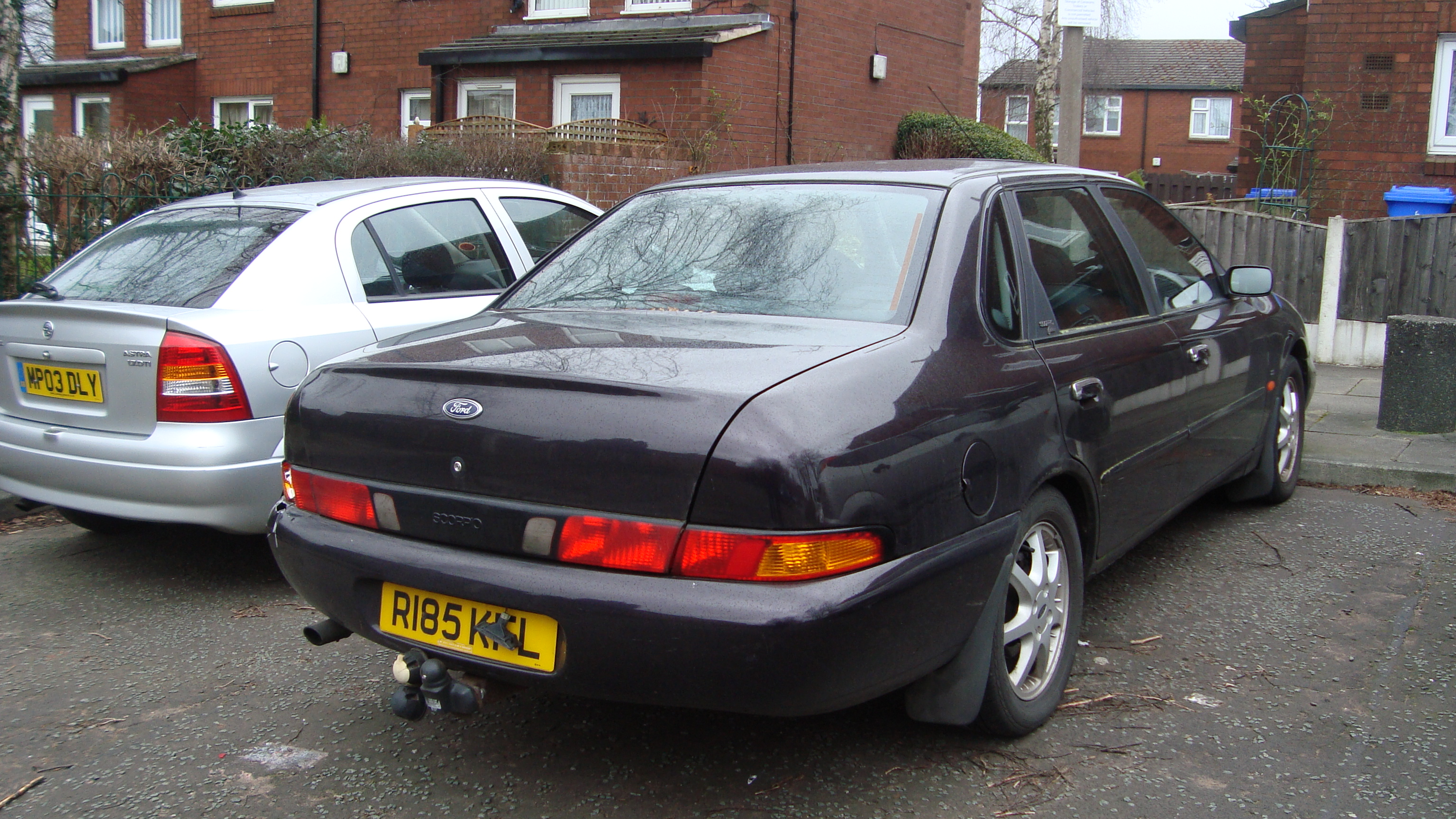
1998 Ford Scorpio Restyling "Ghia X". Modificación del grupo óptico trasero

En el último año de producción, tan solo se mantuvieron tres motores en la gama, dos gasolina (el DOHC 2.3, y el 2.9 24V Cosworth) y un diésel (el 2.5 TDi que también se podía ahora adquirir con transmisión automática).
Respecto al nivel de equipamiento en el acabado Ghia o "GLX" se incluyeron de serie el paquete Confort, los airbags laterales para los asientos delanteros, los equipos de audio 6000CD RDS EON, las llantas de aleación de 6x15" y los asiento con tapicería de cuero eran también de serie según determinados países como Reino Unido. En el resto de casos la tapicería montada era en "triángulos / velours" y fue heredada de la edición limitada Platinum o Style de 1995 /1996, aunque según países podía montarse también la tapicería intaglio en velours de los modelos Ghia X. 

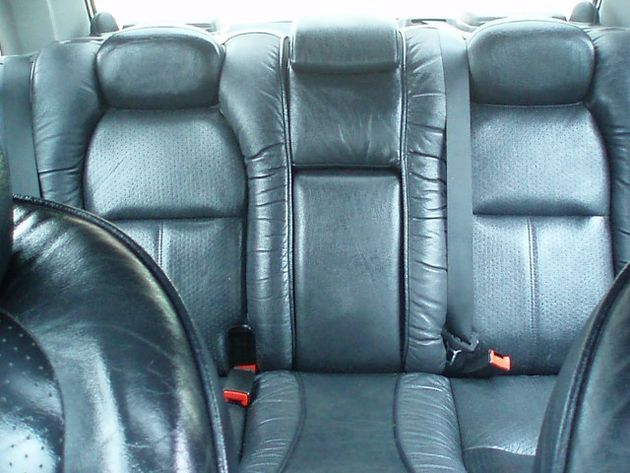
Asientos traseros del Ford Scorpio Ultima

El distintivo Scorpio Guia figuraba en el marco de las puertas traseras.
En el acabado "GHIA X" además de lo anterior, las llantas de aleación de 7 radios con neumáticos 215/55 15 eran de serie así como los equipos de audio 5000 RDS EON con el cargador de 6 CD incorporado.
El distintivo Scorpio Guia X figuraba en el marco de las puertas traseras.
El acabado Ultima poco más tenía que ofrecer al ya de por sí completísimo equipamiento del que partían las unidades Scorpio Guia, si bien de serie se montaban los asiento con tapicería de cuero, unas llantas de aleación 6,5X16 de 12 radios con un neumático 215/55 16, el cual también se equipaba de serie en las versiones 2.5 TDi con caja de cambios automática, y una alarma con sensores de movimiento interior.
El distintivo Scorpio Ultima figuraba en el marco de las puertas traseras y según versiones llevaba un adhesivo adicional de Ultima.
Pero prácticamente las modificaciones en los distintos niveles de equipamiento del Scorpio fueron mínimas respecto a los cambios introducidos en septiembre de 1996.
Como paquetes opcionales siempre podíamos disponer del Parktronic o sistema de aparcamiento a distancia por sensores y un paquete de seguridad con alarma y sensores de movimiento interior (solo en el acabado Ghia y Ghia X), y según países existieron nuevos paquetes como el Business (principalmente opciones de llantas de aleación)
El paquete RS o "Sport" con la opción de asientos de cuero / velous Recaro y volante de cuero / madera fue eliminada del restyling.

### Motorizaciones de gasolina
- Motor NSD: Un 2.0 litros DOHC de dos válvulas por cilindro y 115 CV a 5.500 rpm. con inyección SEFI, sin sistema de admisión variable VIS y con módulo de gestión del motor EEC-V. 

Motor NSD 2.0 DOHC 8 válvulas

Esta mecánica era el punto de partida de las motorizaciones gasolina y se comercializó solo en algunos países europeos, manteniéndose desde el inicio de la producción en 1994 hasta enero de 1998 (según diferentes países). 
Se podía adquirir únicamente con caja de cambios manual de 5 velocidad MT75.
- Motor N3A: Un 2.0 litros DOHC de cuatro válvulas por cilindro y 136 CV A 6.300 rpm, con inyección SEFI, sistema de admisión variable V.I.S. y con módulo de gestión del motor EEC-V.
Basado en el mítico motor montado en el Escort RS2000 N7A pero notablemente mejorado en su interior y adaptado a la normativa europea de regulación de emisiones 96 CEE, el N3A se comercializó en todo los países europeos y se mantuvo desde el inicio de la producción en 1994 hasta mediados de 1996 dónde finalizó su producción dejando paso a la nueva mecánica de 2.3 litros 16v. Curiosamente no se eliminó de la producción el motor 2.0 NSD pese a ser menos evolucionado y potente que el N3A.
Se podía adquirir con caja de cambios manual de 5 velocidad MT75 o transmisión automática totalmente electrónica A4LDE.
- Motor Y5A: Un 2.3 litros DOHC de cuatro válvulas por cilindro de 147 CV a 5.700 rpm, con inyección SEFI, sin sistema de admisión variable VIS y con módulo de gestión del motor EEC-V.
Tomando como base el motor N3A (en apariencia estética eran prácticamente idénticos salvo por el sistema de admisión variables VIS), pero con mejoras mecánicas importantes, su potencia, finura y consumo eran inigualables, por lo que se prescindió del sistema de admisión variable VIS. Este tal vez era el motor más equilibrado de todo la gama por relación consumo / potencia / prestaciones.
Adaptado a la normativa europea de regulación de emisiones 96 CEE, el Y5A se comercializó en todo los países europeos a partir de mayo/junio de 1996 y se mantuvo en producción hasta el final de la comercialización del Scorpio en junio de 1998. 
Se podía adquirir con caja de cambios manual de 5 velocidad MT75 o transmisión automática totalmente electrónica A4LDE.

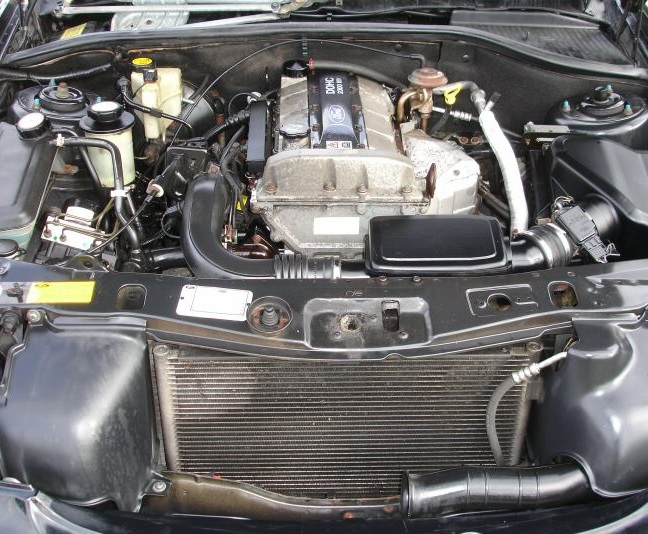
Motor 2.3 Y5A DOHC 16 válvulas

- Motor BOB (Cosworth): Un 2.9 litros de seis cilindros en V cuatro válvulas por cilindro y 207 CV a 6.000 rpm, con inyección SEFI, sistema de admisión variable VIS y con módulo de gestión del motor EEC-V.
Evolución lógica de la anterior mecánica BOA de origen Cosworth de 2.9 litros de seis cilindros en V, cuatro válvulas por cilindro y 195 CV a 5.750 rpm, el nuevo motor "BOB" también experimentó notables avances mecánicos y de gestión electrónica con la incorporación de la nueva generación de ordenadores de gestión del motor EEC-V, con una capacidad y memoria casi tres veces superior que la del módulo EEC-IV montado en el "BOA" lo que además supuso un incremento de potencia de 12 cv de potencia y un menos consumo de combustible.
El motor V6 de 24 válvulas de origen Cosworth fue la mecánica más potente montada en un modelo Ford Scorpio desde 1985.
Esta mecánica se comercializó en todos los países europeos y se mantuvo desde el inicio de la producción en 1994 hasta el final de la misma en 1998.
Se podía adquirir únicamente con la caja de cambios automática totalmente electrónica A4LDE. Esto fue criticado por muchos entusiastas del Scopio y Cosworth por no dotar a esta mecánica de un cambio manual MT75 como a los modelos Sierra o Escort Cosworth, si bien no olvidemos que la A4LDE era una de las transmisiones automáticas más avanzadas del mundo en aquel momento y se desarrolló única y especialmente para el Scorpio. Al ser una caja de cambios de gestión totalmente electrónica, la A4LDE estaba gestionada también por el módulo EEC-V y disponía de 2 modos o funciones para la conducción (Sport, Econmy y Winter), incorporando además una posición de cancelación del overdrive reduciendo la transmisión de cuatro a tres marchas.

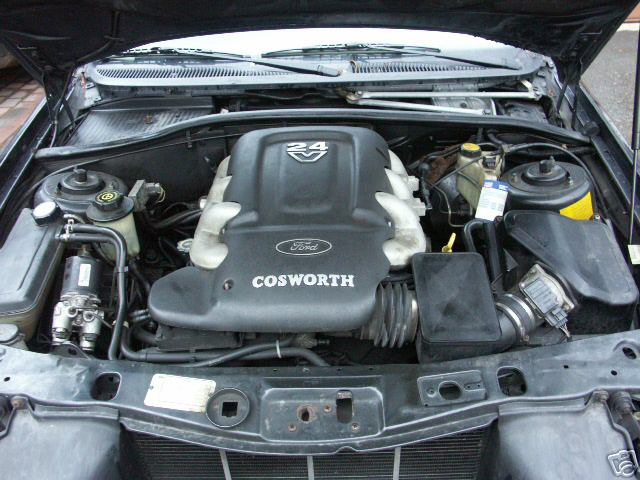
Motor BOB Cosworth que desarrolla 207 CV de potencia

- Motor BRG: Un 2.9 litros de seis cilindros en V dos válvulas por cilindro y 145 CV a 5.500 rpm, con inyección EFI y antiguo ordenador de gestión del motor EEC-IV.
Potente pero veterana, la mecánica Cologne V6 que se comenzó a montar en los modelos Scorpio MK-I desde 1992, esta motor se adaptó solo en algunos países europeos como Alemania, Suiza, Holanda o Reino Unido (no se adaptó a la normativa europea de regulación de emisiones 96 CEE) y se mantuvo desde el inicio de la producción en 1994 hasta 1996 cuando desapareció definitivamente del Scorpio y de la gama de motores Ford.
Prácticamente sin cambios desde el modelo de 1992 y con gestión del motor por EEC-IV, tan solo se modificaron algunos aspectos mecánicos como la adaptación de empujadores hidráulicos, embrague hidráulico y pocos cambios más.
Se destacaba por ser un motor muy robusto y de alta durabilidad, pero que tal vez desentonaba con el nuevo Scorpio y en los nuevos tiempos que estaban corriendo.
Se podía adquirir con caja de cambios manual de 5 velocidad MT75 aunque casi todas las versiones se dotaban con la transmisión automática parcialmente electrónica A4LD heredada de la anterior generación de Scorpio.

### Motorizaciones diésel
- Motor SCC: El turbodiésel de 2.5 litros SFA/SFB de origen Peugeot, que inicialmente desarrollaba 92 CV de potencia máxima, fue sustituido por completo en la nueva gama de motores del Scorpio Mk-II para cumplir la norma de emisiones Euro II. 
Aunque los antiguos motores turbodiésel de origen Peugeot convivieron con los nuevos 2.5 litros turbodiésel de origen VM Motori SCB (la mecánica SCB comenzó a montarse en producción a finales de 1993 hasta el fin de la producción del Scorpio Mk-I en octubre de 1994), en el Scorpio Mk-II se montó un VM mejorado respecto al anterior SCB también de 115 CV pero con algunas importantes mejoras mecánicas y técnicas. La potencia del nuevo motor "SCC" se mantenía en 115 CV a 4.200 rpm. 
La mecánica SCC únicamente se podía adquirir con caja de cambios manual de 5 velocidad MT75. 
- Motor SCD: El turbodiésel de 2.5 litros, que inicialmente desarrollaba 115 CV de potencia máxima, fue modificado y mejorado, aumentando su potencia máxima a 125 CV.
En marzo de 1997 se introdujo un motor de 2.5 litros turbodiésel intercooler rediseñado. También de origen VM Motori, el motor fue modificado para cumplir las nuevas regulaciones de emisiones de diésel lo que a su vez produjo un incremento de la potencia y par motor, pasando a desarrollar 125 ps respecto a los anteriores 115 ps.

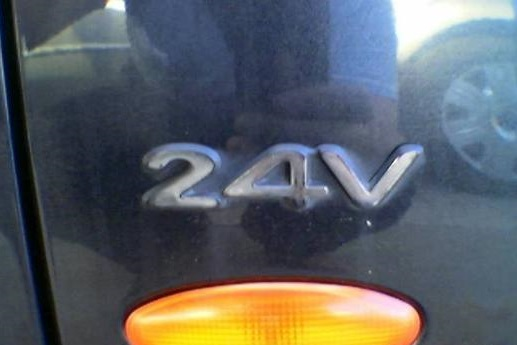
24 válvulas

Las modificaciones producidas en la mecánica aumentaron el esfuerzo de torsión de 270 a 293 Nm. Se modificaron las superficies de los cilindros y los segmentos de los pistones, las correas de transmisión de accesorios, tubería de refrigerante y admisión modificadas, el sistema de la válvula EGR y se modificó el turbocompresor que ahora iba controlado por la PCM o módulo de gestión. También se modifica el sistema de culata introduciendo, entre otros cambios, una nueva junta de la culata de una sola pieza. Se modifica la gestión del motor que ahora de origen Bosch, entre otras modificaciones y actualizaciones mecánicas.
Se podía adquirir con caja de cambios manual de 5 velocidad MT75 y como novedad con la incorporación del motor SCD y el nuevo módulo de gestión electrónica del motor también se podía adquirir con la transmisión automática totalmente electrónica A4LDE.

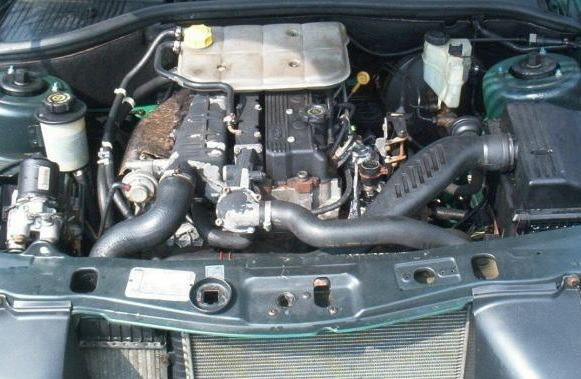
MOTOR SCC - SCD 2.5 TDi Ford Scorpio 1994-1998

Sus motorizaciones de normal eran mostradas con un pequeño anagrama en las aletas delanteras, justo debajo de los intermitentes de señalización laterales (2.3 o 24V), aunque las mecánicas DOHC de 2.0 litros y la mecánica 2.9 de 12v no tuvieron nunca distintivo.
Las versiones turbodiésel no incluyeron el distintivo de "TD" o de "TDi" en la aleta delantera hasta marzo de 1997 aprovechando la incorporación del nuevo motor 2.5 TDi revisado.

## Fin de producción

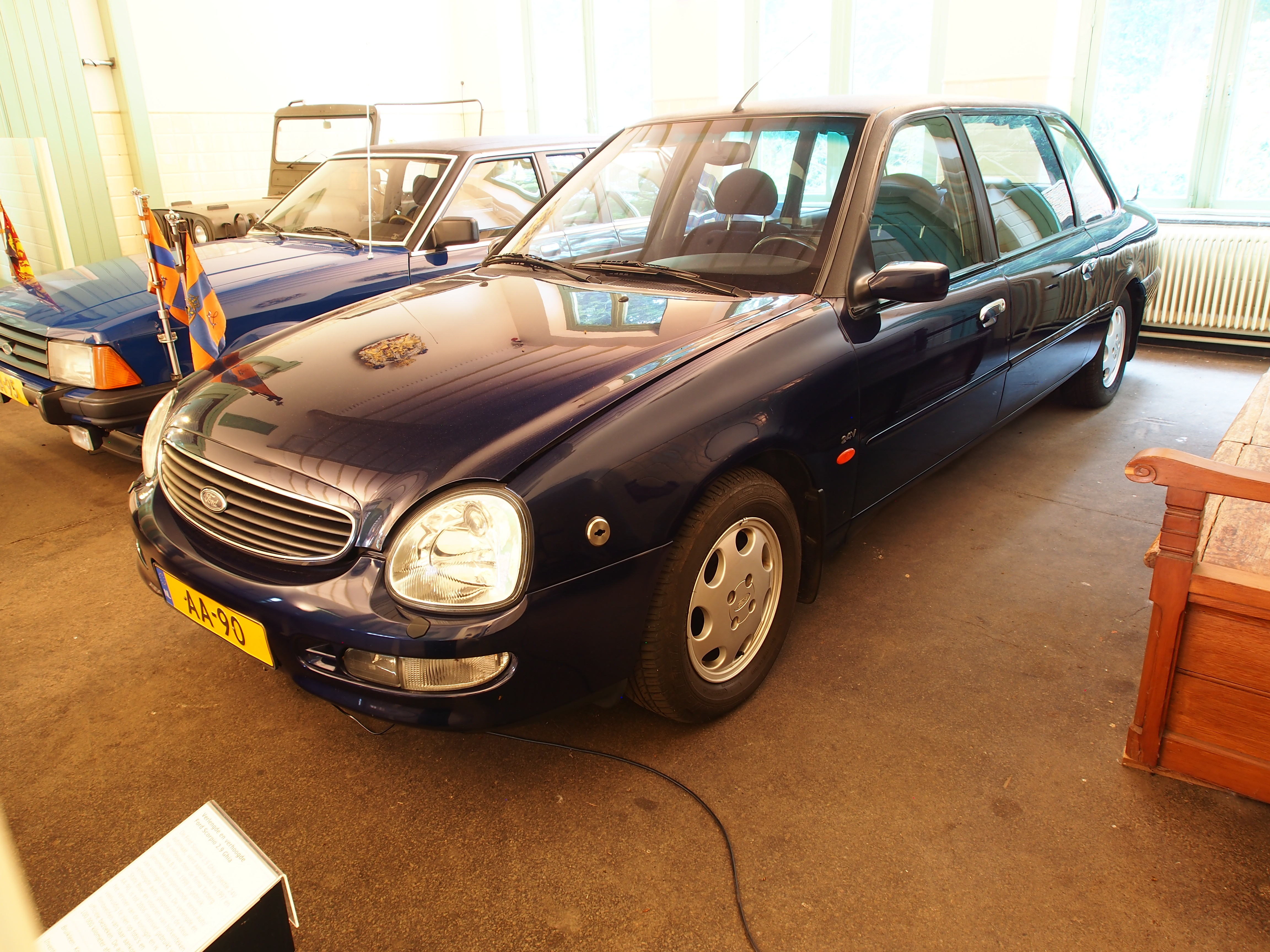
Ford Scorpio de la Familia Real Neerlandesa

Debido a consideraciones de política corporativa en aquel momento, sobre todo a la compra por parte de Ford de Jaguar Cars y Volvo, se quería evitar la superposición con el nuevo Jaguar S-Type en términos de marketing, por lo que no apareció ningún sucesor en el mercado europeo. Así, con la finalización de la producción de Scorpio en el verano de 1998, la marca Ford se retiró del mercado de las berlinas ejecutivas.
Tras la descontinuación del Scorpio, la marca principal de Ford se integró en una estrategia multimarca del grupo Ford, en la que el "segmento superior" en Europa estaba cubierto por las entonces marcas del grupo Volvo y Jaguar del PAG de las Premier Automotive Group de las que pertenecían junto a las americanas Lincoln y la entonces existente, Mercury. Desde el punto de vista del grupo en ese momento, el Jaguar S-Type y el Volvo S80 se consideraban sucesores indirectos del Scorpio. En la Familia Real de los Países Bajos, se emplearon una versión del Scorpio estirada (Landaulet) y pintada de color Royal Blue, que cuando se dejó de producir estos fueron reemplazados por el S80 de Volvo.
Dentro de la firma, si se tuviese que buscar un sucesor lo ocuparía el extinto Ford Mondeo, que aunque haya crecido considerablemente en tamaño al ser un modelo de gama media, no puede considerarse como el sucesor del Scorpio al estar en categorías diferentes.